# متصرفية جبل لبنان
متصرفية جبل لبنان (بالتركية العثمانية: جبل لبنان متصرفليغى؛ وبالتركية الحديثة: Cebel-i Lübnan Mutasarrıflığı) هو نظام حكم أقرته الدولة العثمانية وعُمل به من عام 1861 وحتى عام 1918، وقد جعل هذا النظام جبل لبنان منفصلاً من الناحية الإدارية عن باقي بلاد الشام، تحت حكم متصرف أجنبي مسيحي عثماني غير تركي وغير لبناني تعينه الدولة العثمانية بموافقة الدول الأوروبية العظمى الست: بريطانيا وفرنسا وبروسيا وروسيا والنمسا وإيطاليا. وقد استمر هذا النظام حتى نهاية الحرب العالمية الأولى وإعلان الانتداب الفرنسي.
جاء هذا النظام في عهد التنظيمات الإدارية التي بدأها السلطان عبد المجيد الأول في محاولة لانتشال الدولة العثمانية مما كانت تتخبط فيه من المشاكل الداخلية، وقد أٌقرّ بعد الفتنة الطائفية الكبرى لعام 1860 وما نجم عنها من مذابح مؤلمة في جبل لبنان ودمشق وسهل البقاع وجبل عامل بين المسلمين والمسيحيين عمومًا، والدروز والموارنة خصوصًا؛ تلك الفتنة التي استغلتها الدول الأوروبية كي تضغط على السلطان بشكل يحقق مصالحها الاقتصادية والأيديولوجية في الشرق العربي.
يتميز عهد المتصرفية بانتشار الوعي والعلم والثقافة بين اللبنانيين، وذلك لأسباب عديدة منها: انتشار المدارس في جميع القرى والبلدات والمدن، وافتتاح جامعتين كبيرتين ما تزالان من أقدم جامعات الشرق الأوسط وأعرقها، ألا وهي الكليّة السورية الإنجيلية، التي أصبحت الجامعة الأمريكية في بيروت، وجامعة القديس يوسف. كذلك يتميز عهد المتصرفية ببداية الهجرة اللبنانية إلى مصر ودول أوروبا الغربية وأمريكا الشمالية والجنوبية، حيث أصاب عدد من المهاجرين نجاحًا كبيرًا لم يعرفه في وطنه الأم، وقد ساهم كثير من هؤلاء المهاجرين بإحياء اللغة العربية والأدب العربي بعد جمود استمر سنين طويلة، وساهموا في إذكاء الروح القومية العربية والوعي السياسي لدى العرب سواء في لبنان أو في دول الجوار.

## التاريخ

### خلفيّة تاريخيّة

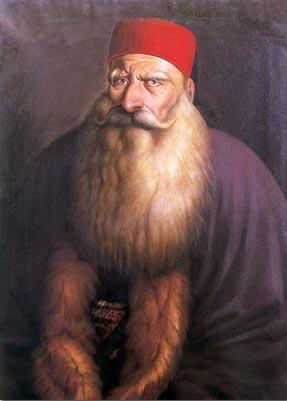
الأمير بشير الثاني الشهابي، أمير لبنان من سنة 1788 حتى سنة 1840.

كان الأمير بشير الثاني الشهابي يحكم مناطقه بقبضة من حديد منذ سنة 1788، وقد قام بتدعيم سلطته على البلاد عبر قضائه على منافسيه من الإقطاعيين، فكان يُصادر أملاك بعضهم ويُضيّق من صلاحيات بعضهم الآخر، وقد كان أكثر هؤلاء من الدروز، لكن بشيرًا بحنكته السياسية ودهائه تمكن على الدوام من امتصاص النقمة، فاستمر الدروز والمسيحيين على حد سواء يخضعون له عن طيب خاطر. وفي أواخر عهد بشير الثاني، دخل الجيش المصري بلاد الشام طاردًا العثمانيين منها، وكان بشيرًا قد تحالف مع والي مصر محمد علي باشا قبل ذلك، وساعد أنصاره الجيش المصري بحماسة وحاربوا تحت لوائه وخاضوا المعارك التي خاضها، وكافأ إبراهيم باشا بن محمد علي حليفه بشيرًا الثاني على المساعدات التي قدمها إليه أنصاره، فأعاد إليه مكانته السابقة وترك له حرية التصرف في إمارته، فتابع الأخير ملاحقة خصومه من الإقطاعيين وقضى على نفوذهم وصادر أملاكهم وشرّدهم، وأقام على إقطاعاتهم بعض أنصاره وأقاربه، وقام إبراهيم باشا بتحسين وضع المسيحيين وقرّبهم إليه واستعان بهم في أعماله وأدخلهم في حاشيته، كذلك صادر سلاح الإقطاعيين وساهم في التقليل من سلطانهم، ولمّا كان أغلب الإقطاعيين من الدروز، وهم في الأصل أقل عددًا من المسيحيين، فقد كرهوا الحكم المصري ونقموا عليه، بما أنه ميّز بينهم وبين النصارى كما اعتقدوا، وقلل نفوذهم وصادر سلاحهم الذي يحتاجون إليه للدفاع عن نفسهم بصفتهم قابعين في وسط بحر مسيحي، ولهذه الأسباب تحركت في الدروز الكراهية تجاه المسيحيين وفقدوا الثقة بهم.

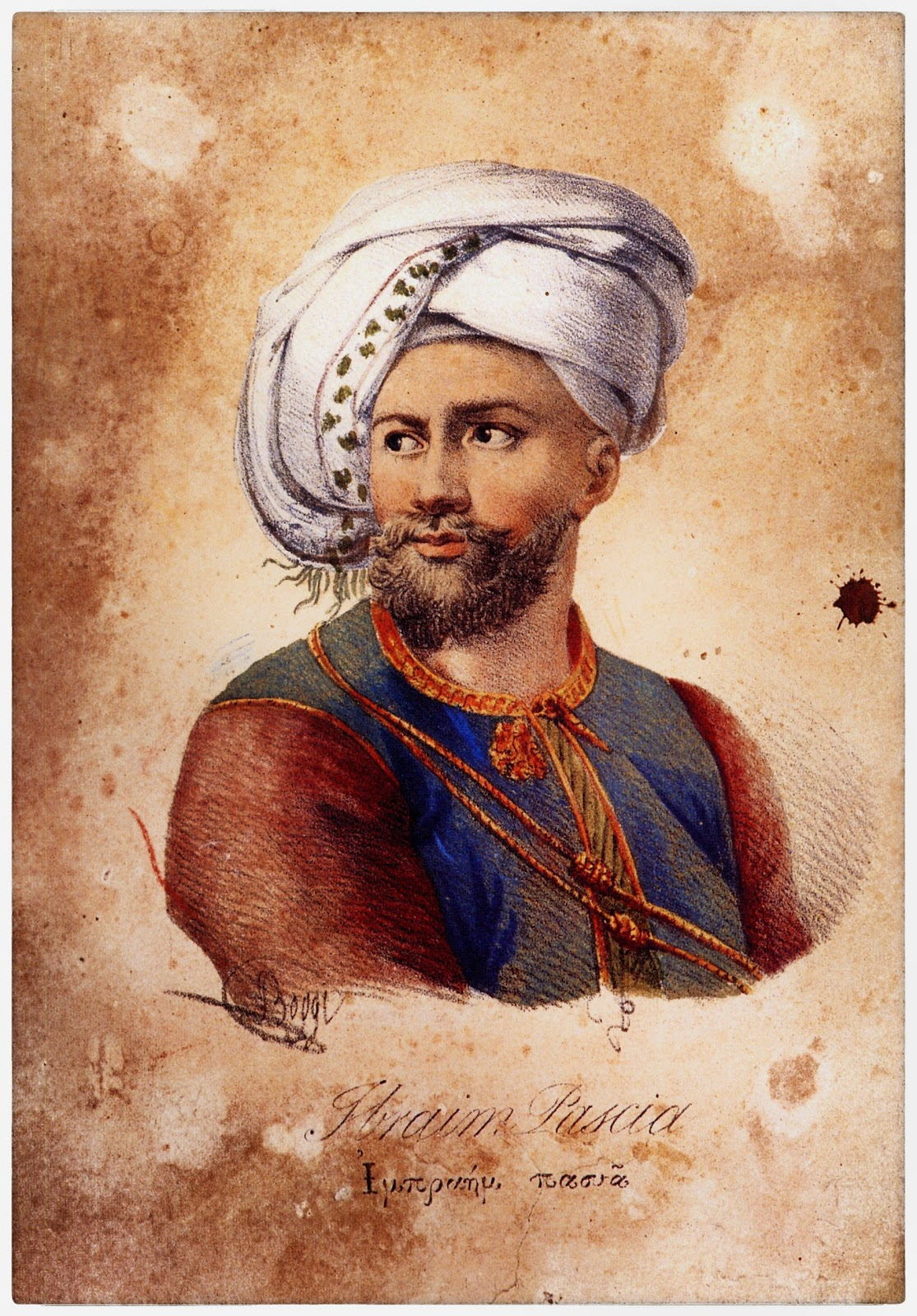
إبراهيم باشا، فاتح وحاكم بلاد الشام (1831-1840).

بقي المصريون في لبنان وباقي الشام 9 سنوات، وفي نهاية المطاف هُزم الجيش المصري على يد حلف دولي مكون من بريطانيا والنمسا وروسيا والدولة العثمانية، وبعد انسحاب الجيش المصري نُفي الأمير بشير الثاني إلى مالطة ثم إلى الآستانة، فعاد من كان قد هاجر من زعماء الدروز وإقطاعييهم، هربًا من بطش الأمير السابق والمصريين، إلى لبنان. وفي ذلك الوقت عيّن العثمانيون الأمير بشير بن قاسم بن ملحم الشهابي أميرًا على البلاد، فعُرف ببشير الثالث، وكانت نُقطة ضعفه الأولى أن العثمانيين هم الذين اختاروه، ولم يُنتخب من قبل الأعيان المسلمين والمسيحيين كما كان يحدث في اختيار أكثر الأمراء السابقين، وقد اختاره العثمانيون لأنه ضعيف الإرادة، يسهل عليهم توجيهه لتنفيذ سياستهم دون اعتراض، لا سيما وأن التدخل الأجنبي في الشؤون اللبنانية والسورية، وخاصة التدخل الفرنسي والبريطاني، كان قد اشتد منذ عهد الحكم المصري للشام، مما جعل العثمانيين يُعانون الأمريّن في الحفاظ على الأراضي العربية من الأطماع الأوروبية. ولم تكن الأحوال مساعدة على نجاح حاكم من نوع بشير الثالث، فقد تركت السنوات التسع من الحكم المصري جوًا من الشك بين الدروز والموارنة لم يكن من السهل نسيانه، ومما زاد الطين بلّة أن الدروز وفي مقدمتهم إقطاعيوهم كانوا قد أخذوا يطالبون الأمير الجديد بالعودة إلى النظام القديم أيام الأمير السابق، أي ذاك النظام الذي يضمن بقاء سلاحهم بيدهم وعودة أراضيهم إليهم، بينما طالب الموارنة بالإبقاء على النظام الجديد الذي أقامه المصريون، والمتمثل بتقليص سلطة الإقطاعيين ونزع سلاحهم وعدم خضوع الفلاّح لسلطة صاحب الأرض، ولمّا كان أكثر الفلاّحين مسيحيين موارنة، فقد ظهر وكأن هذا الأمر تحد للطائفة الدرزية بكاملها.
لم يحفل بشير الثالث بمطالب الدروز، فرفض أن ينتزع الأراضي من أصحابها الجدد الذين اشتروها من الأمير السابق، ولم يكتف بذلك، بل جرّد عددًا آخر من الإقطاعيين مما تبقى لهم من امتيازات في جباية الضرائب والمحافظة على الأمن في مناطقهم وممارسة السلطة القضائية البدائية، ولمّا كان هذا الأمير ضمن الأمراء الشهابيين الذين اعتنقوا المسيحية في وقت سابق، فقد اعتبره الدروز مرتدًا خائنًا للإسلام والطائفة الدرزية بالذات قبل غيرها، وازداد الحقد المتبادل بينهم وبين المسيحيين، حتى تحوّل في سنة 1841 إلى نزاع دموي بين فلاحين دروز وموارنة بسبب خلاف تافه على أحقية عبور ماروني وصيده حجلاً في أرض يملكها شخص درزي. ولو كان هذا الحادث قد وقع في وقت سابق لكان المشايخ والعقلاء قد تدخلوا لحله، فإن لم يوفقوا رفعوا الأمر إلى الأمير الذي يُصدر حكمه ويُعيد الأمور إلى طبيعتها، لكن النفوس كانت في قلق وتوتر والأمير غير قادر على فرض إرادته على فريق لا يعترف به. وانتقل النزاع إلى بعض المناطق في البقاع، وبلغ ذروته عندما حاصر بعض الدروز الأمير في قصر دير القمر ثم اقتحموه وقبضوا على الأمير وأساؤا معاملته، فانتهز العثمانيون هذه الفرصة ووجهوا ضربتهم القاضية، ففي 13 ديسمبر سنة 1842، أي بعد ثلاثة أشهر من بدء الاضطرابات، استدعى والي بيروت الأمير بشيرًا الثالث من دير القمر إلى بيروت، ومنها نقلته باخرة عثمانية إلى الآستانة.

#### قيام قائممقاميتيّ جبل لبنان

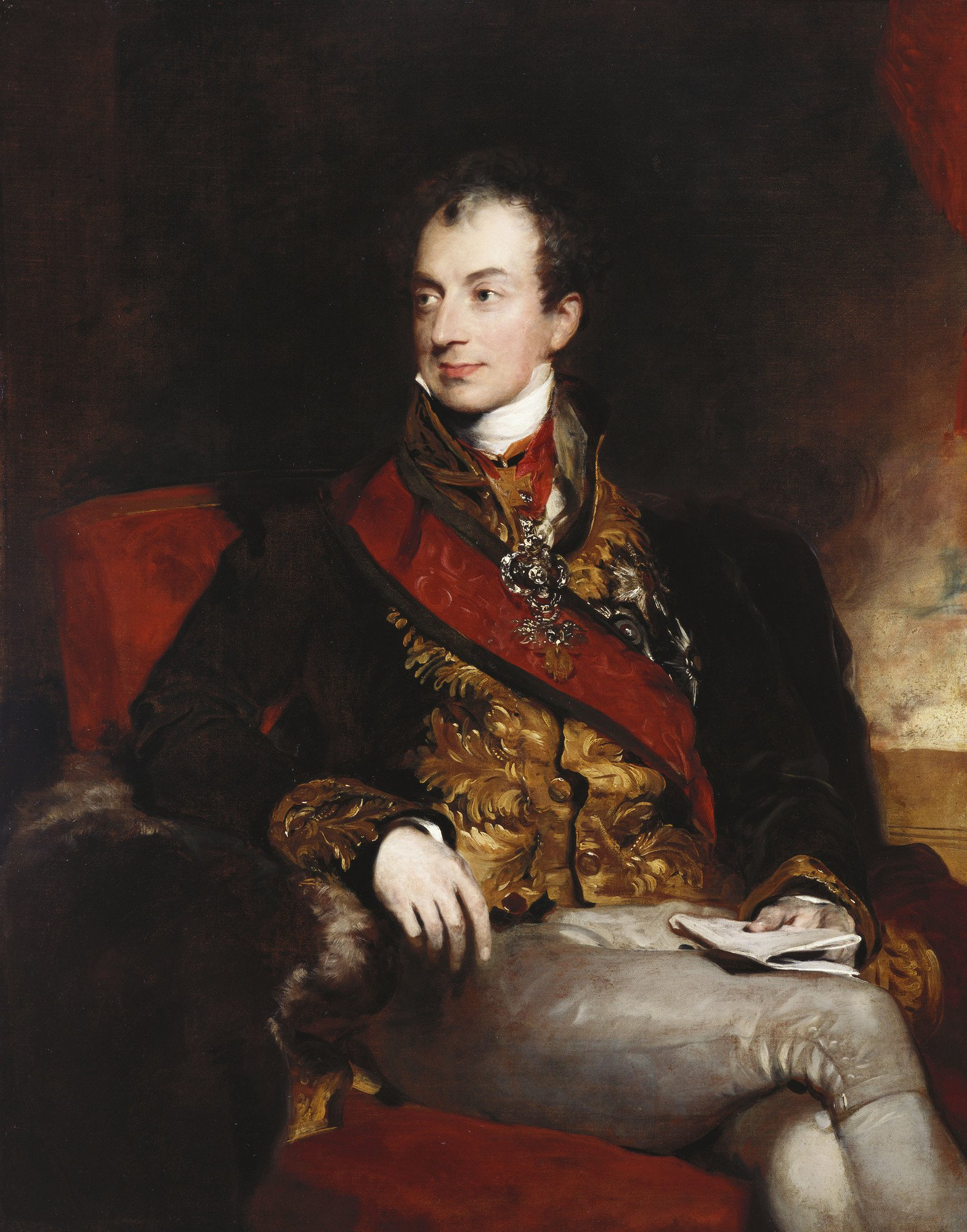
الأمير كلمنز ڤنزل آل مترنيخ، مهندس نظام القائممقاميتين.

بعد عزل الأمير بشير الثالث انهارت الإمارة الشهابية اللبنانية، التي كانت صمام الأمان للبلاد والعباد طيلة سنوات طوال، فقام العثمانيون بتعيين أحد كبار الموظفيين حاكمًا مباشرًا على الجبل، والأخير كان مسلمًا سنيًا ذا أصول نمساوية يُدعى عمر باشا، فرحب به الدروز ورفضه المسيحيون، ووقف عامّة النصارى إلى جانب البطريرك الماروني يوسف بطرس حبيش الذي أعلن أنه يرفض التعاون مع أي حاكم غير لبناني أو أي حاكم لا يختاره اللبنانيون أنفسهم، وكان الباشا قد استأجر عملاءً لتحرير العرائض التي تُظهر تأييد الشعب له ورفضهم عودة الحكم الشهابي، وقد وقّع عدد من الناس هذه العرائض لقاء رشوة أو وعد أو تهديد، ومنهم من وقعها راضيًا، وعندما انفضح أمر العرائض في الآستانة وعزم الباب العالي على إقالة النمساوي، حاول الباشا استمالة الدروز إليه وإقناعهم بقتال المسيحيين الذين لا يكنون لهم خيرًا، لكن الدروز شعروا باستغلال الباشا لهم، فتكاتفوا عليه وكادوا يقتحمون قصره، لولا أن أنقذته كتيبة من الجند العثماني ثم أرسل إلى بيروت حيث أقيل من منصبه، وفي اليوم نفسه توصل الباب العالي وممثلو الدول الأوروبية في الآستانة إلى مشروع جديد لحكم جبل لبنان، على أن يُباشر بتنفيذه في مطلع عام 1843. بعد عزل عمر باشا النمساوي حاولت الحكومة العثمانية أن تعيّن مكانه حاكمين عثمانيين غير لبنانيين، أحدهما على جنوب الجبل، أي على الدروز، والآخر على شمال الجبل، أي على المسيحيين، ويكون مرجعهما والي بيروت العثماني، لكن الأوروبيين وقفوا في وجه الخطة العثمانية لما كانت تنطوي عليه من تقوية القبضة العثمانية «الإسلامية» على جبل لبنان، ولمّا كانت الدولة العثمانية شديدة الوهن ولا تقوى على مقارعة أوروبا القوية، فقد قبل السلطان اقتراحات ممثلي الدول العظمى أن يُقسّم الجبل إلى قسمين مسيحي ودرزي، وفي 1 ديسمبر سنة 1843، وافق السلطان على مقترح الأمير مترنيخ مستشار النمسا، وطلب من أسعد باشا، والي بيروت، أن يقسم جبل لبنان، إلى مقاطعتين: مقاطعة شمالية يحكمها قائممقام مسيحي ومقاطعة جنوبية يحكمها قائممقام درزي، يكون كلاهما مختارين من كبار الأعيان، ويخضعان لوالي بيروت، وقد عُرف هذا النظام فيما بعد باسم نظام القائممقاميتين.
ظهرت عيوب نظام القائممقاميتين عندما استمرت الفتن الطائفية في ظلّه، وسبب ذلك أن هذا النظام لم يُخفق في إزالة أسباب الخلاف بين سكان الجبل فحسب، بل إنه أضاف إليها عاملاً جديدًا من عوامل التفرقة والنزاع، هو عامل الصراع الطبقي بين الإقطاعيين وعامّة الشعب، بعد أن انتزع من الزعماء الإقطاعيين الدروز والمسيحيين سلطاتهم القضائية والمالية، وجعلها من اختصاص القائممقام ومجلس القائممقامية. وفي سنة 1856 أصدر السلطان عبد المجيد الأول فرمانه الشهير الذي ساوى فيه بين جميع الرعايا العثمانيين مهما اختلفت عقيدتهم الدينية، وألغى بمقتضاه الامتيازات السياسية والاجتماعية التي كان يتمتع بها فريق دون فريق أو طائفة دون طائفة، فزاد هذا الفرمان العامّة إصرارًا على نيل حقوقهم كاملة، وبطبيعة الحال كان المسيحيون في مقدمة المتمسكين ببنود هذا الفرمان كونهم يُشكلون أغلب الفلاحين وأكثرية الطبقة الكادحة تتكون منهم، فقام الفلاحون في المناطق المسيحية بثورة على الإقطاعيين وأحرقوا قصورهم وسلبوا غلالهم، ثم امتدت روح الثورة إلى جنوب جبل لبنان حيث الفلاحون خليط من الدروز والنصارى، وكانت الثقة مفقودة بين الطرفين، لذلك لم يكن بالإمكان توحيد كلمة الفلاحين من أبناء الطائفتين من أجل مصلحتهم المشتركة ضد زعمائهم الإقطاعيين. واستغل الزعماء الإقطاعيون الدروز الروابط الدينية، فأقنعوا فلاحيهم من أبناء طائفتهم بأن النزاع بينهم وبين المسيحيين قائم وأنه لا يمكن لهم الوثوق بهم، وحثوهم على تأييد زعمائهم والالتفاف حولهم للدفاع عن إخوانهم وأبناء دينهم، فأكّد ذلك ظنون المسيحيين، بأن الدروز يريدون بهم شرًا.

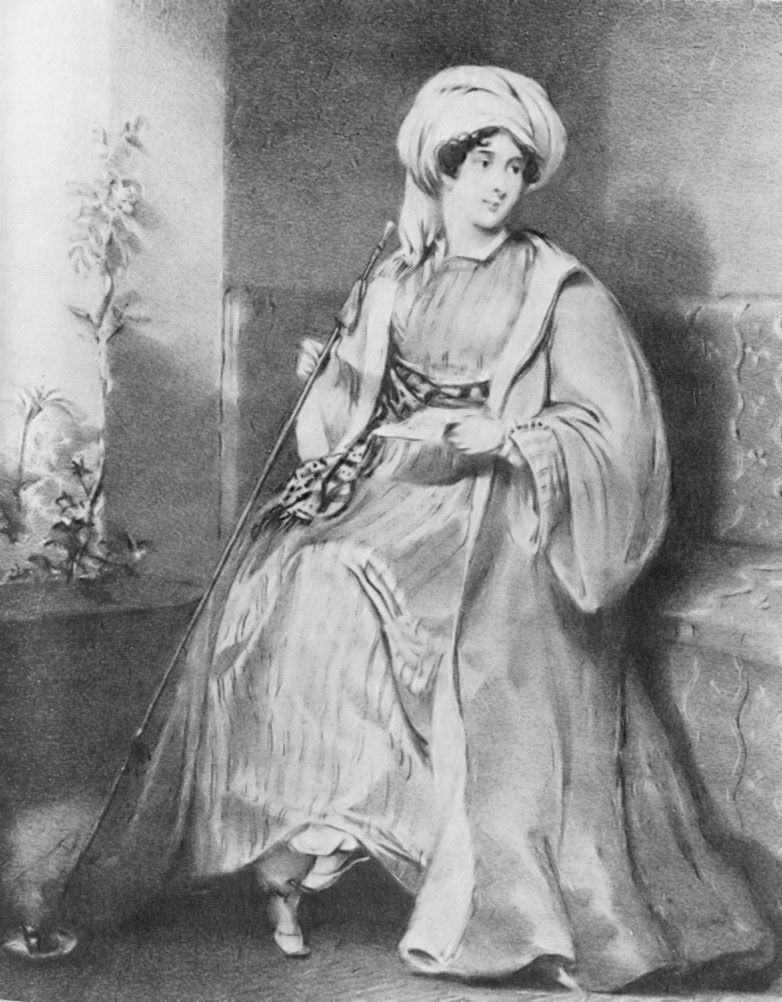
السيدة هستر لوسي ستانهوپ، مستشرقة بريطانية أقامت 29 عامًا في جبل لبنان وكان لها دور بارز في اشعال ثورة الدروز على المصريين وتغذية الحقد الطائفي بين الدروز والمسيحيين.

لعبت الدول الأجنبية دورًا كبيرًا في تغذية الأحقاد الطائفية، فقام البريطانيون، بعد أن عجزت بعثاتهم التبشيرية الپروتستانتية عن كسب جمهور واسع من المسيحيين، بدعم الدروز وتشجيعهم وإمدادهم بالمال والسلاح، وكذلك فعل الفرنسيون بالنسبة للموارنة، وكان معظم عملاء بريطانيا وفرنسا من المستشرقين الذين قضوا سنوات طوال في الشام. لهذه الأسباب جميعها أصبح الجو في جبل لبنان مشحونًا بالحقد والكراهية بين الموارنة والدروز، وقابلاً للانفجار في أية لحظة ولأتفه الأسباب.

#### الفتنة الكبرى لعام 1860

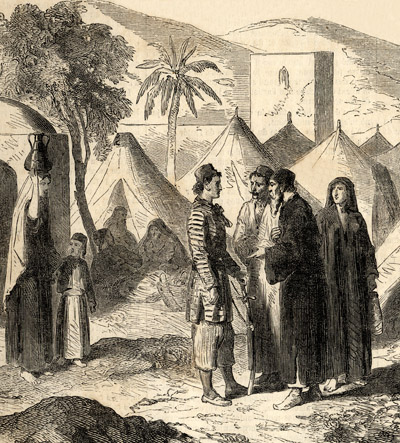
مخيّم للاجئين المسيحيين من الجبل أثناء أحداث عام 1860.

ابتدأت أحداث هذه الحركة في صيف سنة 1859 بخلاف بسيط على لعبة گلّة بين ولدين درزي وماروني في بلدة بيت مري، ثم اشترك في هذا الخصام أهل كل منهما، وتحوّل الخصام إلى معركة دموية، اشترك فيها أبناء الطائفتين من بيت مري، ثم من سائر قرى المتن. وفي ربيع عام 1860 تجدد القتال، عندما قامت مجموعة صغيرة من الموارنة بإطلاق النار على مجموعة من الدروز عند مدخل بيروت، لتقتل درزيًا وتصيب اثنين. الحادث كان بمثابة الشرارة التي أشعلت موجة من العنف اجتاحت جبل لبنان وسهل البقاع وجبل عامل ودمشق، ففي غضون ثلاثة أيام، من 29 إلى 31 مايو/أيار سنة 1860، تم تدمير 60 قرية حول بيروت، كما لقي 33 مسيحيًا و48 درزيًا مصرعهم، وبحلول حزيران/يونيو كانت الاضطرابات قد انتشرت إلى القرى والبلدات المختلطة في جنوب لبنان وجبال لبنان الشرقية، حتى صيدا، وحاصبيا، وراشيا، ودير القمر، وزحلة، ودمشق. وقام الفلاحون الدروز بمحاصرة الأديرة والإرساليات الكاثوليكية، سواء الفرنسية أو اللبنانية، وحرقوها وقتلوا الرهبان.

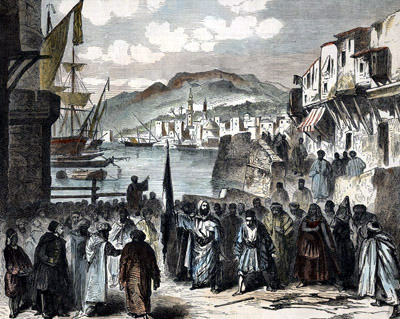
بيروت في سنة 1860، يبدو الأمير عبد القادر الجزائري في وسط الصورة، والذي كان قد قدم للمساعدة على إنهاء النزاع بين الدروز والمسيحيين.

بلغ عدد القتلى اثني عشر ألفًا، وكان الدروز أعنف قتالاً وأشد بأسًا، فقيل بأنه من أصل 12,000 قتيل، شكّل القتلى المسيحيون حوالي 10,000 منهم. وقُدّرت الخسائر في الممتلكات بأربعة ملايين جنيه استرليني ذهبي، وقد وقعت الفتنة في موسم الحرير الذي كان دعامة الاقتصاد الشامي عمومًا والجبلي اللبناني خصوصًا، فأتلفته وقضت عليه، وهاجر كثير من الحرفيين المسيحيين من دمشق خوفًا على حياتهم، فتراجعت صناعة الصلب الدمشقي الشهير تراجعًا كبيرًا. ولم يخفف من شر الفتنة إلا مروءة ذوي النفوس الشريفة، فقد دافع بنو تلحوق الدروز عن الرهبان وآووهم في بيوتهم، وظل بعض النصارى في حمى مشايخ الدروز في أمان من أيّ أذى يصيبهم، وفي دمشق حمى الأمير عبد القادر الجزائري المسيحيين فآواهم في بيته وفي القلعة، واستغل ما كان له من نفوذ في بيروت لحمايتهم كذلك الأمر. وفي بيروت أيضًا فتح رجال الدين المسلمون وعدد من وجهاء المدينة بيوتهم للمنكوبين من الموارنة، وكذلك فعل زعماء الشيعة في جبل عامل.
لمّا خشي السلطان عبد المجيد الأول أن تؤدي هذه الفتنة إلى تدخل الدول الأجنبية العسكري في الشؤون العثمانية، أوعز إلى المسؤولين العثمانيين في بيروت ودمشق بوجوب إخمادها حالاً، وأوفد في الوقت ذاته وزير الخارجية فؤاد باشا الذي عُرف بالدهاء والحزم، وخوله سلطات مطلقة لمعالجة الموقف، فقام بمهمته خير قيام وأعدم معظم الذين تسببوا بالمذابح وسجن الباقين ونفى بعضهم وأعاد بعض المسلوبات إلى أصحابها من المنكوبين المسيحيين، وجمع تبرعات كثيرة أنفقها على ترميم القرى. وكانت الدول الأوروبية الكبرى قد ضغطت على السلطان وحملته على القبول بتشكيل لجنة دولية يوكل إليها إعادة الهدوء إلى جبل لبنان، وتصفية ذيول الفتنة، ووضع نظام جديد للحكم. وبهذا انتهى عهد القائممقاميتين في سنة 1861 بعد أن دام تسعة عشر عامًا.

### قيام المتصرفية
تألّفت اللجنة الدوليّة التي كُلفت بتسوية المشكلة اللبنانية، من خمس دول أوروبية هي فرنسا وبريطانيا وروسيا وبروسيا والنمسا، ومن الدولة العثمانية أيضًا. وبدأت اجتماعاتها في الخامس من أكتوبر سنة 1860 في بيروت. وكان من أبرز أعضائها رئيسها فؤاد باشا مندوب السلطان ووزير الخارجية العثماني، والأستاذ دوفرين مندوب بريطانيا. وكانت مهمة اللجنة تشمل ثلاثة حقول هي: إقرار الأمن ومعاقبة المذنبين، وإغاثة المنكوبين والتعويض عليهم، ووضع نظام جديد للحكم في لبنان. ولكن فؤاد باشا لم يترك للجنة مجالاً واسعًا للعمل في الحقلين الأولين، لأنه كان قد وطّد الأمن وعاقب المذنبين وقدّم بعض الإغاثة للمنكوبين قبل وصول المندوبين الدوليين إلى بيروت. لذلك صرفت اللجنة بعض الوقت على هذه الأمور، ثم انتقلت إلى موضوع نظام الحكم الذي استأثر إعداده بمعظم جهود المندوبين ووقتهم.
كان كل مندوب في اللجنة الدولية يسعى إلى جعل مقررات اللجنة تخدم مصالح بلاده في لبنان، فقد حاول فؤاد باشا أن يُضيّق مجال التدخل الأوروبي ويُبعد جميع الحلول التي تُضعف السيادة العثمانية على لبنان. وكان مندوب فرنسا يطلب تشديد العقوبات وزيادة قيمة التعويضات للمسيحيين وتوسيع حدود لبنان، لاستقطاب وداد الموارنة وتأييدهم لفرنسا. أما مندوب بريطانيا فكان، بعكس المندوب الفرنسي، يسعى إلى تخفيف الأحكام وتضييق رقعة لبنان خوفًا من توسع النفوذ الفرنسي في الشام. وبعد جلسات عديدة دامت بضعة أشهر، اتفقت الدول الست المشتركة في اللجنة على جعل جبل لبنان «متصرفيّة»، وعلى تضييق حدوده بإخراج مدن بيروت وطرابلس وصيدا وصور ومناطق عكار والبقاع ومرجعيون وجبل عامل، وعلى أن يحكمه متصرف مسيحي عثماني غير لبناني وغير تركي يُعينه الباب العالي بموافقة الدول الخمس.

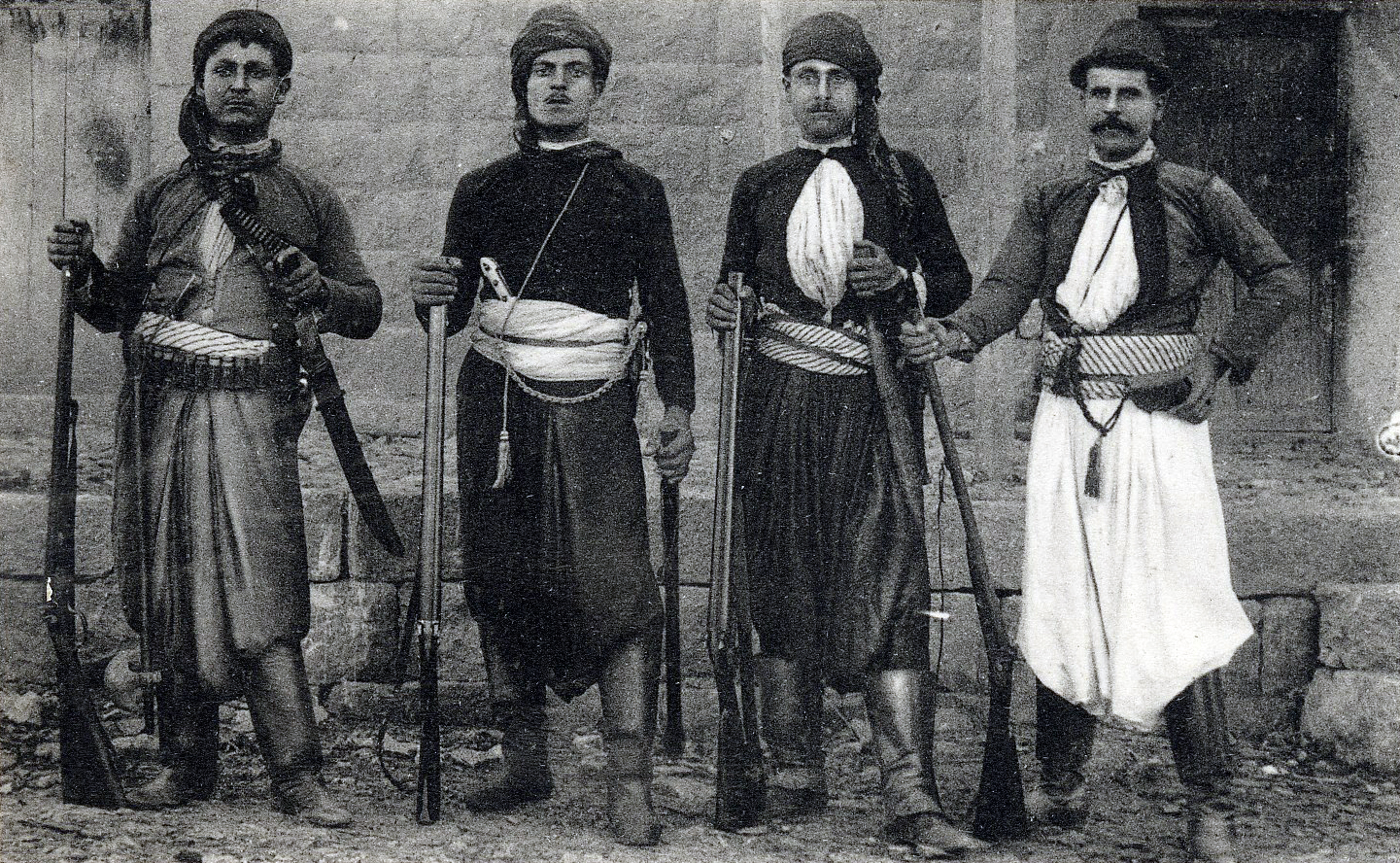
جنود لبنانيون بسلاحهم الكامل خلال عهد المتصرفية.

أمّا عن سبب تسمية حاكم الجبل باسم «متصرّف» والجبل ككل باسم «متصرفيّة»، فإنه يعود لاختلاف أعضاء اللجنة الدولية على اختيار اللقب الذي يُطلق على من يلي المنصب الأول في حكومة لبنان، فلم يوافقوا على لفظة «أمير» لأنها بمفهومهم تخدش آذان الباب العالي وتذكره بإمارة لبنان التي سعى جهده للتخلّص منها. ولم تعجبهم لفظة «والٍ» لأنهم كانوا يريدون بزعمهم أن يجعلوها فوق لقب الولاة العثمانيين الذين كانوا يحكمون الأقاليم المجاورة للبنان من بلاد الدولة، ولم يستحسنوا لقب «حاكم» لتوهمهم أنه لقب مبتذل لكثرة شيوعه واستعماله، ولم يروا لقب «رئيس جمهورية» موافقًا لأنه من الألقاب التي لا توافق عليها حكومة الآستانة. وبعد الأخذ والرد طوال أسبوعين أُلهم أحدهم اقتراح لفظة «Plénipotentiaire» الفرنسية، التي ترجمها لهم معاونوهم من الكتّاب العرب باسم «متصرّف»، وعرض فكرته هذه على زملائه، فوافقوه عليها لاعتقادهم أنها تفي بالمرام.
كُتبت المبادئ التي توصّل إليها المندوبون في صيغة رسمية اشتهرت باسم «پروتوكول سنة 1861» وتمّ التوقيع عليها في التاسع من يونيو من السنة ذاتها. وتم الاتفاق أيضًا على أن يوضع هذا النظام الذي نص عليه الپروتوكول تحت التجربة حتى سنة 1864، وعُيّن داود باشا الأرمني الأصل، متصرفًا لمدة ثلاث سنوات، يُقدم عند انتهائها تقريرًا عن مدى صلاح هذا النظام ونجاحه. عندما انتهت ولاية داود باشا التجريبية عام 1846، حمل إلى الآستانة تقريرًا طلب فيه تعديل بعض نصوص النظام الأساسي، فوافق الباب العالي على قسم من اقتراحاته، وجُددت ولايته لمدة خمس سنوات أخرى. نُشر النظام الأساسي لجبل لبنان بعد تعديله والتوقيع عليه من قبل القوى العظمى، في السادس من سبتمبر سنة 1864 في ثماني عشرة مادة، تضمنت تنظيم الإدارة في المتصرفيّة، ومن أهم ما جاء فيه:
- يتولّى إدارة جبل لبنان متصرف مسيحي عثماني غير تركي وغير لبناني تُنصّبه الحكومة العثمانية ويكون مرجعه الباب العالي رأسًا، أي ليس تابعًا لوالي صيدا أو عكا أو بيروت أو دمشق كما كان الأمراء المعنيون والشهابيون والقائمقامون السابقون. وعليه أن يحفظ الأمن ويُعيّن القضاة ويجبي الضرائب.
- يكون للجبل مجلس إدارة من اثني عشر عضوًا على الشكل التالي: 4 عن الموارنة، 3 عن الدروز، 2 عن الروم الأرثوذكس، وواحد عن كل من السنّة والشيعة والروم الملكيين الكاثوليك.[9][17] وتكون مهمته توزيع الضرائب وتنظيم الواردات وإبداء الرأي في القضايا التي يعرضها عليه المتصرف.
- يُقسم الجبل إلى سبعة أقضية هي: جزين والشوف والمتن وكسروان والبترون والكورة وزحلة بالإضافة إلى مديريتين ممتازتين هما دائرة الهرمل ودائرة دير القمر، وتُقسم الأقضية إلى نواح.[23]

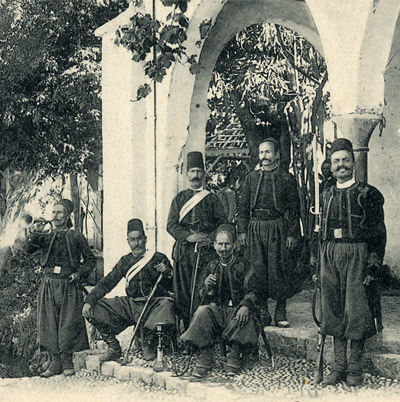
جنود لبنانيون في عهد المتصرفية.

- تُلغى جميع الامتيازات الإقطاعيّة، وتُعلن المساواة بين الجميع أمام القانون. وتنص سائر مواد النظام الأساسي على أنظمة المحاكم على اختلافها، وطريقة تعيين القضاة، وغير ذلك. وتنص المادرة الرابعة عشرة على أن يحفظ الأمن جنود لبنانيون،[24] أما طريق بيروت - دمشق، وطريق الساحل بين صيدا وطرابلس، فيُحافظ عليها الجند العثماني. هذا وكان علم المتصرفية هو العلم العثماني نفسه، كما كان النقد المتداول هو النقد العثماني أيضًا.[20]

### عهد المتصرفين الشرعيين
بعد إقرار النظام الأساسي لجبل لبنان، أصبحت المتصرفية قائمة شرعيًا وفعليًا، وحكمها ثمانية متصرفين شرعيين، وفق ما جاء في پروتوكول سنة 1861، وهؤلاء هم:

#### داود باشا (1861-1868)

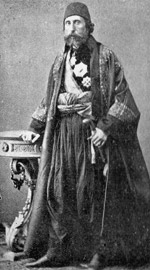
داود باشا، أوّل متصرف على جبل لبنان.

هو «قره ‌بت آرتين باشا داوديان»، ويُعرف بداود باشا. أرمني الأصل، كان عالي الثقافة وكان يشغل منصب مدير البريد والتلغراف في الآستانة عندما صدر في سنة 1861 قرار تعيينه متصرفًا على جبل لبنان لمدة ثلاث سنوات. رحّب به كبار رجال الدين الروم الكاثوليك وكذلك رجال الدين الروم الأرثوذكس. إلا أن الطائفة المارونية لم ترحب به طوال فترة خدمته. فقد كان يوسف قرمان، آخر قائممقام ماروني يطمح في تولي منصب المتصرف. لم يكد داود باشا يتسلم منصبه في دير القمر حتى قامت في وجهه معارضة بعض الإقطاعيين ورجال الدين، فاستطاع إرضائهم بتعيينهم في مناصب كبيرة في حكومة جبل لبنان. ولكن يوسف بك كرم، أحد شيوخ شباب بلدة إهدن والزعماء الوطنيين، الذي كان يُطالب بإعادة الحكم الوطني، وقف في وجهه بعناد وقاومه بشدّة، ورفض المناصب التي عرضها عليه. فوعده أعضاء اللجنة الدولية بإعادة النظر في مطالبه، وأقنعوه بالإخلاد إلى الهدوء ريثما تنتهي ولاية داود باشا، وقد اصطحبه وزير الخارجية فؤاد باشا معه منفيًا إلى تركيا.

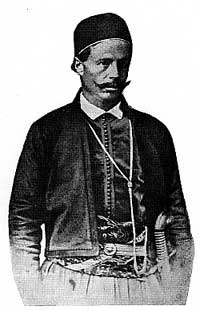
يوسف بك كرم.

وفي سنة 1864 عندما عُدّلت بعض مواد النظام الأساسي، وجُددت ولاية داود باشا خمس سنوات، خلافًا لما كان يتوقع يوسف بك كرم، آثر مغادرة تركيا وعاد إلى إهدن وأعلن معارضته لحكومة المتصرفية وتحالف في سبيل ذلك مع الأمير سلمان بن ملحم الحرفوشي، وجمع حوله الرجال للمقاومة، ودارت بينه وبين جنود المتصرف معارك عديدة. وأخيرًا توجه على رأس قوة إلى بيت الدين لإسقاط حكومة المتصرفية، وفيما كان في طريقه إلى بيت الدين، تدخل قنصل فرنسا وأقنعه بوجوب الكف عن المقاومة، وإلا اضطرت الدول الموقعة على النظام الأساسي إلى مساعدة المتصرف عليه. عندئذ رأى يوسف بك كرم أن يُغادر لبنان، فسافر إلى فرنسا وبلجيكا، واستقر أخيرًا في إيطاليا حيث توفي عام 1889، وقد نُقل جثمانه محنطًا إلى بلدة إهدن حيث لا يزال محفوظًا في كنيستها ضمن صندوق من الزجاج.
استلم داود باشا الحكم وعهد المتصرفية في مطلعه، فكان عليه، بالإضافة إلى تحقيق الأمن والاستقرار في البلاد، أن يُنظم أجهزة الحكم وفقًا لنص النظام الأساسي، وقد قام بهذه الأعمال بكفاءة وسرعة. فعيّن الموظفين في الدوائر المختلفة، وأجرى انتخابات مشايخ الصلح في القرى والمخاتير في المدن، وجمعهم لانتخاب أعضاء مجلس إدارة المتصرفية، وأحصى السكان ومسح الأراضي، وتولّى تحصيل إيراد البقاع لحساب الخزينة اللبنانية، كما تولّى الإشراف على إدارته. وألّف داود باشا قوّة وطنية من ألف جندي لبناني، وتعاقد مع ضبّاط فرنسيين لتنظيمها وتدريب أفرادها، كما استحصل من الحكومة العثمانية على سفينة حربية دعاها «لبنان». وفي حقل الثقافة أنشأ جريدة «لبنان» الرسمية، باللغتين العربية والفرنسية، وأسس المطبعة اللبنانية في دير القمر، وأقام عدّة مدارس مجانيّة كانت أشهرها مدرسة في بلدة عبيه عُرفت باسم «المدرسة الداوديّة».
أراد داود باشا أن يختم أعماله بتوسيع حدود المتصرفية، فيضم إليها بيروت وصيدا والبقاع ووادي التيم، ولكن الحكومة العثمانية عارضته في ذلك، فلمّا أصرّ على رأيه أوهمه فؤاد باشا أنه إذا أراد تحقيق مطلبه، فما عليه إلا أن يلوّح بتقديم استقالته من المتصرفية، وعندئذ تضطر الحكومة إلى تنفيذ ما يريد. فوقع داود باشا في الفخ الذي نصبه له فؤاد باشا وقدّم مطالبه مشفوعةً باستقالته، ولكن الحكومة العثمانية رفضت المطالب وقبلت الاستقالة فورًا، فانتهى بذلك حكم داود باشا في المتصرفية.

#### فرانكو نصري باشا (1868-1873)
عيّن الباب العالي فرانكو نصري باشا، حلبي الأصل، خلفًا لداود باشا، بالاتفاق مع الدول الست، لمدة عشر سنوات، لكنه توفي قبل أن يتمها. في عهده ساد الهدوء والاستقرار، وأحبه اللبنانيون لعدله ونزاهته وتواضعه، ولأنه قام بأعمال مفيدة للبلاد، فأنشأ المدارس وحرّج الأراضي الجرداء وأوفد فريقًا من الشباب إلى أوروبا لإتمام دروسهم العالية. ويأخذ عليه اللبنانيون أنه تنازل عن ضريبة البقاع للحكومة العثمانية، فحرم الخزينة اللبنانية من هذا المورد المالي المهم، واضطر إلى تخفيض رواتب الموظفين بمقدار 10% لإيجاد التوازن في الموازنة، وقد أدّى ذلك إلى انتشار الرشوة بين الموظفين. ولمّا مات دُفن في محلّة الحازمية بناءً على وصيته، حيث لا يزال قبره معروفًا حتى اليوم بقبر الباشا.

#### رستم باشا (1873-1883)

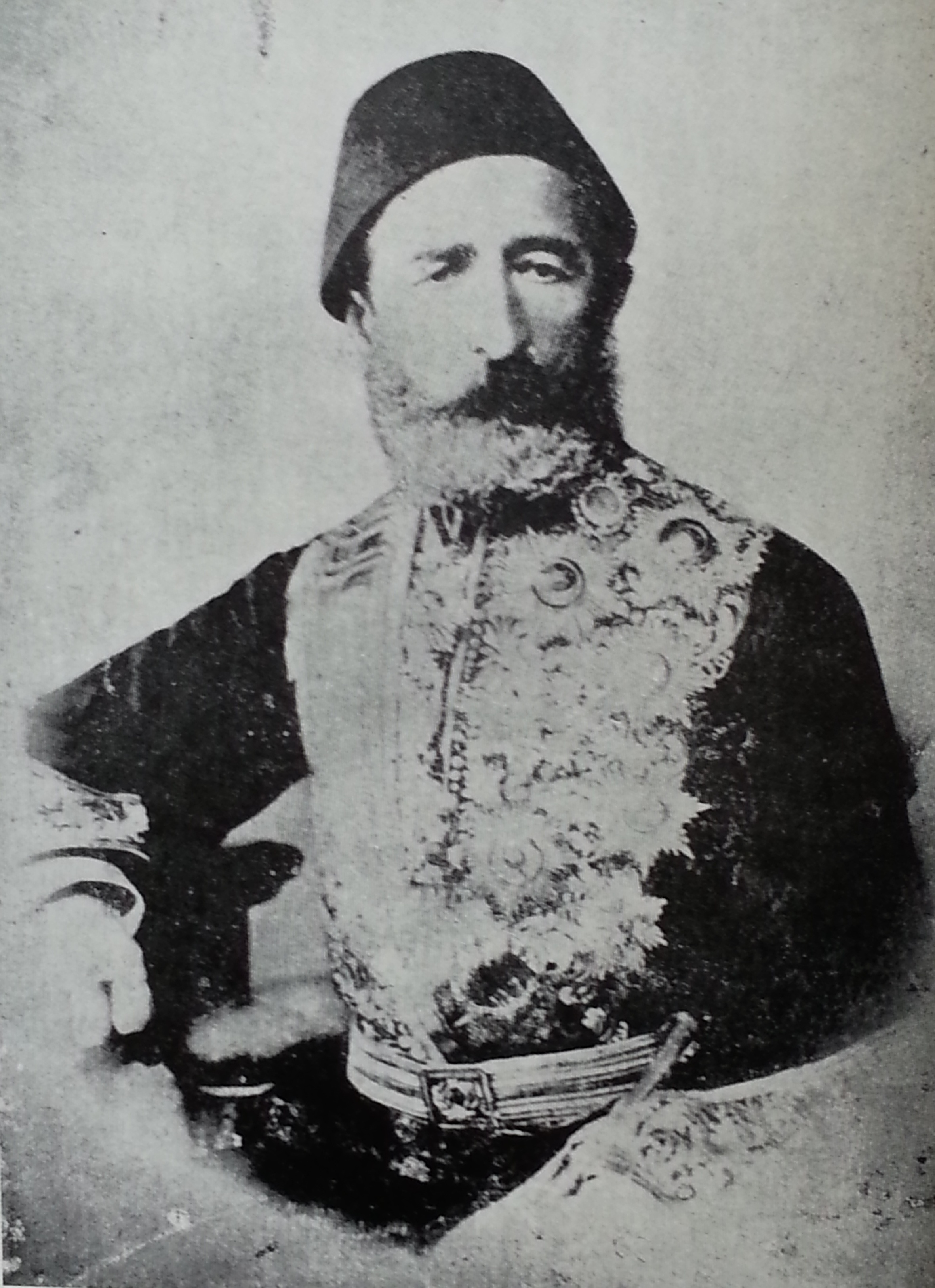
رستم باشا، ثالث المتصرفيين

بعد وفاة فرانكو نصري باشا، عُيّن مكانه رستم باشا الذي كان سفيرًا للدولة العثمانية في موسكو. وكان رستم باشا ذو جذور إيطالية، وعُرف عنه حزمه وشدّته في تطبيق القانون، وإقامة العدل، ومحاربة الرشوة، وقد اتخذ من الجبل مركزًا صيفيًا له، ومن بيروت مركزًا شتويًا، وقام ببعض الأعمال العمرانية مثل فتح المدارس، وشق الطرقات، وبناء الجسور، وإنشاء المخافر لتوطيد الأمن، وقد استدعى ذلك زيادة في النفقات. ولمّا كانت الموازنة في حالة عجز، خفض مرتبه ومرتبات الموظفين وعمد إلى زيادة الضرائب. وبسبب زيادة الضرائب، وبعض الأمور الأخرى، وقع خلاف شديد بينه وبين المطران بطرس البستاني راعي أبرشية صيدا وصور، فأبعده إلى القدس. ولكن الاحتجاجات الشديدة التي أرسلها الأهالي وتدخّل الحكومة الفرنسية اضطرّت الباب العالي إلى إعادته إلى مقر أبرشيّته، فما كان من رستم باشا إلا أن غضب على اللبنانيين، وانتقم منهم بإلغاء المدارس، واضطهاد رجال الدين. فلمّا انتهت مدة ولايته عارض اللبنانيون وفرنسا في تجديدها، فحلّ محله واصه باشا.

#### واصه باشا (1883-1892)

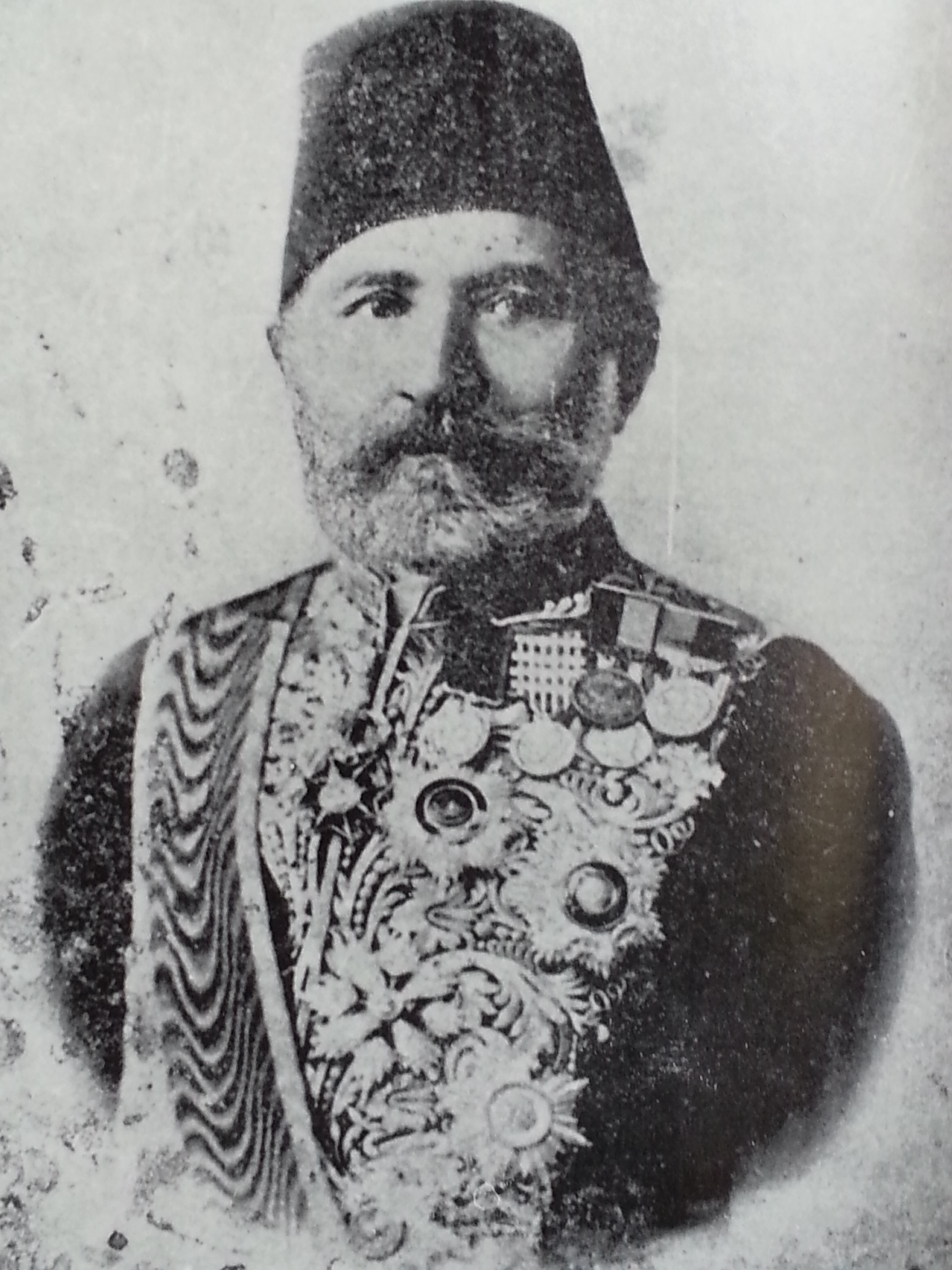
واصه باشا.

حكم واصه باشا، ألباني الأصل، في السنوات الأولى من ولايته بحزم ونزاهة وعدل، وكان محبًا للإصلاح راغبًا في تحسين أحوال جبل لبنان، محافظًا على استقلاله الذاتي وكرامة أبنائه، مانعًا قناصل الدول من التدخل في شؤونه، وكان صادق الولاء للسلطان والحكومة العثمانية في ذات الوقت، وقام ببعض الأعمال العمرانية، فأنشأ مستشفى في بيت الدين، وبنى سراي بعبدا وجعلها المركز الشتوي الدائم لدوائر المتصرفية، وشيّد سراي زحلة، وباشر بتشييد سراي جونية، وشقّ الطرقات وبنى الجسور، وكان أوّل من اهتم من الحكّام بالتنقيب عن الآثار.
وفي عهده اعتمدت الحكومة العثمانية نظامًا حديثًا للقضاء، فما كان منه إلا أن أمر بتطبيق هذا النظام في لبنان، مخالفًا بذلك النظام الأساسي. وقد اعترض اللبنانيون على النظام الجديد، لأنه جعل الآستانة مركزًا لمحكمة التمييز، وعدّوا ذلك محاولة لإضعاف استقلال القضاء اللبناني، وإرهاقًا للبنانيين الذين تحتم عليهم الرجوع في تمييز قضاياهم إلى الآستانة، بينما كانت في السابق تنتهي كلها في لبنان. وفي السنوات الأخيرة من ولايته عمّت الفوضى وساد الفساد وانتشرت الرشوة وازداد التدخل الأوروبي في شؤون المتصرفية أكثر من ذي قبل، وصارت المناصب تُباع بيعًا لمن يزيد في الثمن لصهر المتصرف وزوجته. وقد دفعت هذه الحالة اللبنانيين إلى المطالبة بمعاقبة المسؤولين، ولكن واصه باشا توفي في سنة 1892، قبل انتهاء ولايته بأحد عشر شهرًا، فدُفن في الحازمية.

#### نعّوم باشا (1892-1902)
حلبي الأصل، وابن أخت فرانكو نصري باشا. كان عفيفًا نزيهًا حازمًا، بدأ ولايته بإصلاح الإدارة، فعزل الموظفين الذين اتهموا بالرشوة. وقام بتنظيم ماليّة الجبل. انصرف نعّوم باشا إلى الأعمال العمرانية، فأصلح الجسور، وشق ما يزيد عن 480 كيلومترًا من الطرق، وشيّد سرايات بعقلين وجزين وجونية والبترون وأميون وبحنّس. وقد تميّز عهده بالأمن والهدوء والاستقرار، وفيه ابتدأت الهجرة من جبل لبنان إلى الخارج على نطاق واسع. وكان نعّوم باشا محبوبًا محترمًا لأنه كان يعمل بجدّ وإخلاص لخير لبنان وأبنائه دون تمييز بين مسلم ومسيحي، وعاد إلى الآستانة بعد انتهاء ولايته في سنة 1902.

#### مظفّر باشا(1902-1907)

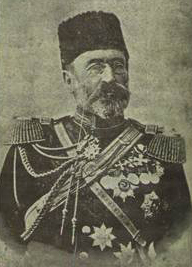
مظفّر باشا.

بولوني الأصل، عُيّن خلفًا لنعّوم باشا، فبدأ بداية حسنة، ثم لم يلبث أن عزل الموظفين وفرض ضرائب جديدة، وعبث بحقوق مجلس الإدارة. فقاومه أعضاء المجلس بمساعدة رجال الدين، حتى أرغموه على إلغاء تدابيره. وهنا قام بينه وبين رجال الدين المسيحيين صراع عنيف، فعمل على تأسيس جمعيّات لادينيّة لإضعاف نفوذهم. ومما زاد في فساد عهده تدخّل ابنه وامرأته في شؤون الدولة حتى أصبح في أيديهما تعيين الموظفين وعزلهم، حسب استعداد هؤلاء الموظفين لدفع الأموال. وخوفًا من تجديد ولايته حاول خصومه أن يرسلوا إلى الآستانة وفدًا للحيلولة دون ذلك، ولكنه مات قبل انتهائها بثلاثة أشهر.

#### يوسف فرانكو باشا(1907-1912)
حلبي الأصل، لم يكن خيرًا من سلفه، فقد بدأ كسلفه بداية حسنة، فتروّى في علاقاته مع مختلف الأحزاب والاتجاهات، وعاونه رجال الدين. ولكن هذه الحال لم تدم طويلاً، إذ خرق النظام الأساسي، وتدخل في شؤون القضاء، واعتدى على صلاحيات المجلس الإداري، وألغى بعض الصحف المعارضة، وحاول أن يرغم كل لبناني من سكّان الجبل على أخذ بطاقة هوية عثمانية. ولكن المعارضة الشديدة التي وقفت في وجهه أرغمته على جعل ذلك اختياريًا لمن يشاء. وعندما نُشر الدستور العثماني سنة 1908 طالبت بعض الفئات في لبنان بضم المتصرفية إلى ولاية سوريا وإرسال عضوين يمثلانها في «مجلس المبعوثان»، وهو البرلمان العثماني الذي أُنشأ بموجب الدستور الجديد. ولكن المقاومة الشديدة التي نشأت ضد هذه الفكرة لم تسمح بأن تظهر إلى حيّز الوجود، بالرغم من تشجيع يوسف فرانكو باشا. وكان نزاعه الدائم مع أعضاء المجلس الإداري سببًا في نقمة الجمهور عليه، ولم تهدأ هذه النقمة إلا حين انتهت مدة ولايته سنة 1912. من الأحداث البارزة التي حصلت في عهد هذا المتصرّف إدخال أول سيارة حديثة إلى بيروت قادمة من الإسكندرية في 24 يونيو سنة 1908 فاجتازت طريق بيروت – صيدا بساعتين وثلث، مما أدهش الناس، وكاد يذهب بعقولهم.

#### أوهانس قيومجيان باشا (1913-1915)

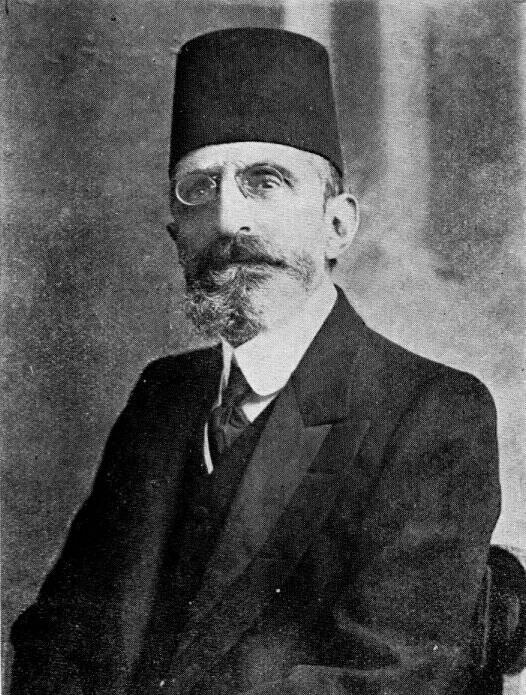
أوهانس قيومجيان باشا.

عُيّن أوهانس باشا، أرمني الأصل، متصرفًا على جبل لبنان في أوائل سنة 1913، وكان مستشارًا في وزارة الخارجية العثمانية. وقد تضمن فرمان تعيينه بعض التعديلات للنظام الأساسي، كان من أهمها ما يلي: أولاً، عدم حصر انتخاب أعضاء المجلس الإداري بشيوخ الصلح كالسابق، وإشراك الشعب في هذا الانتخاب بواسطة مندوبين يُمثل كل واحد منهم مئة مكلّف. ثانيًا، السماح بإنشاء ثلاثة مرافئ في لبنان، الأول في جونية، والثاني في النبي يونس، والثالث في شكا. كان أوهانس باشا عادلاً، كريم الأخلاق، عفيف النفس، يحب لبنان، ويرغب في تحسين أحواله، ولكنه لم يتمكن من تحقيق أي عمل مهم، لأنه ما كاد يتسلم مهام المتصرفية حتى أخذت الظروف الدولية في التأزم، ثم ما لبثت الحرب العالمية الأولى أن نشبت، ودخلتها الدولة العثمانية إلى جانب ألمانيا وبلغاريا والنمسا. فخرق العثمانيون النظام الأساسي، ودخل الجيش جبل لبنان، فكانت تلك نهاية عهد المتصرفون الشرعيّون، وابتدأ عهد المتصرفون الأتراك.

### عهد المتصرفين الأتراك

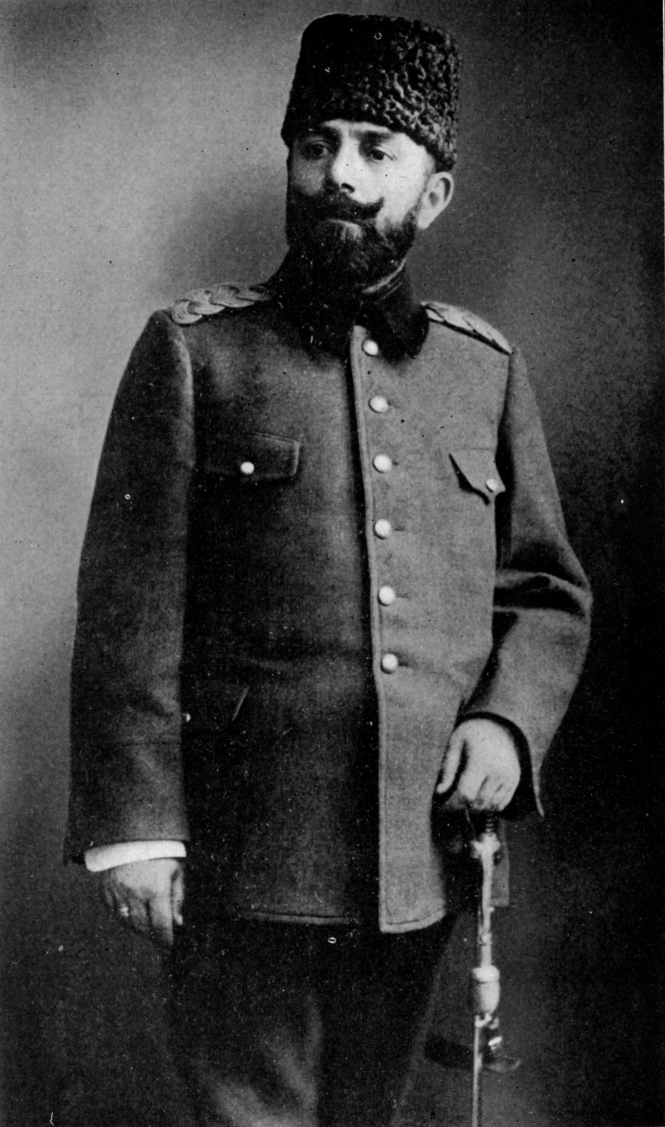
أحمد جمال باشا، قائد الجيش الرابع العثماني، وناظر البحرية.

أوجدت الحرب العالمية الأولى وضعًا سياسيًا جديدًا في جبل لبنان مشحونًا بالخطر على أمنه واستقراره واستقلاله الداخلي. فالضمانة الدولية التي كانت متوفرة له بموجب پروتوكول سنة 1861 فقدت قيمتها العملية بانقسام الدول الموقعة عليه إلى معسكرين متحاربين: معسكر الحلفاء ويضم بريطانيا وفرنسا وروسيا وإيطاليا، ومعسكر دول المحور المركزي ويضم ألمانيا والنمسا وبلغاريا والدولة العثمانية، فلم يبق بعد نشوب الحرب ما يردع الحكومة الاتحادية حديثة النشأة في الآستانة عن خرق نظام جبل لبنان الأساسي، أو يمنعها من التدخل في شؤونه الداخليّة. وبالإضافة إلى ذلك فإن دخول الدولة العثمانية الحرب إلى جانب دول المحور المركزي، جعل جميع الأراضي التابعة للدولة في حالة حرب مع الحلفاء، ولمّا كان جبل لبنان جزءًا من هذه الدولة، فقد أصبح خاضعًا لظروف الحرب وأحوالها ومُعرضًا لويلاتها وكوارثها.
تذرّع العثمانيون بالضرورات العسكرية والظروف الحربية لدخول جبل لبنان، وفي واقع الأمر فإن ذلك كان صحيحًا إلى حد بعيد لا سيما وأن عددًا من المستشرقين الفرنسيين والبريطانيين والروس كانوا يقيمون في الشام ومنها جبل لبنان، وكان هناك عدد لا يُستهان به من البعثات التبشيرية والإرساليات التابعة لهذه الدول التي لم يكن بوسع الدولة أن تثق بها في زمن الحرب بالذات، مما قد تفعله من تأليب للناس على الحكومة العثمانية بشكل يخدم مصلحة بلادها، وما كان ذلك ليأتي في وقت أسوأ بالنسبة للحكومة الاتحادية التي كانت تعتزم تتريك جميع الشعوب غير التركية الخاضعة للراية العثمانية، مما يعني أنها كانت ستعاني من معارضة شديدة في جميع الأحوال ولم تكن بحاجة لمن يأجج مشاعر الغضب في نفوس العامّة أكثر مما هي أصلاً عليه. أرسلت الحكومة الاتحادية وزير البحرية العثمانية أحمد جمال باشا إلى الشام على رأس الجيش العثماني الرابع، ليُهاجم البريطانيين ويُخرجهم من مصر، ويستولي على قناة السويس التي كانت معظم الإمدادات الحربية إلى الحلفاء من أستراليا وآسيا وأفريقيا الشرقية والجنوبية تمر عبرها. وخشي جمال باشا أن يغزو البريطانيون والفرنسيون جبل لبنان من البحر لضرب مؤخرة الجيش العثماني وقطع مواصلاته، فقرر احتلال الأراضي اللبنانية، وفي 22 نوفمبر/تشرين الثاني وصل من دمشق أوّل فوج عثماني إلى زحلة، ومنها انطلق غربًا متسلقًا الجبل إلى ضهور الشوير فوصلها وسط عاصفة ثلجية شديدة. ولم يطل الأمر بعدها حتى غدا جبل لبنان بأسره تحت سيطرة الجيش العثماني والحكم العرفي. وفي 28 نوفمبر أذاع جمال باشا من مركز قيادته في دمشق بيانًا موجهًا إلى أهالي جبل لبنان يُخبرهم فيه بتطبيق الأحكام العرفية على جبلهم ويوصيهم بأن يُخلصوا لدولتهم ويخلدوا إلى السكينة وينصرفوا إلى أعمالهم.
تسلّم جمال باشا زمام السلطة الحقيقية، وأصبح المتصرّف أوهانس باشا وجميع الموظفين في حكومة جبل لبنان خاضعين لأوامره، عاملين بتعليماته. وأنشأ جمال باشا «الديوان العرفي» في عاليه، وهو محكمة عسكرية عليا، لمحاكمة المتهمين بعدم ولائهم للدولة العثمانية، وصادر أملاك الأجانب رعايا الدول المعادية، بعد أن كانت الحكومة الاتحادية قد أعلنت إلغاء الامتيازات الأجنبية، وحوّل بعض المنشآت اللبنانية إلى ثكنات عسكرية ودوائر حكومية. وتدخّل جمال باشا في الأمور الداخلية الخاصة بالطوائف، فأرغم البطريرك والمطارنة المورانة على طلب الفرمان من حكومة الباب العالي، الذي كان ينص على اعترافها بسلطتهم على رعاياهم، وذلك أسوة بما كان يُطبق من قبل على الرؤساء الروحيين لسائر الطوائف المسيحية الأخرى. وبذلك يكون جمال باشا قد قضى على الامتياز القديم الذي منحه السلطان سليم الأول للطائفة المارونية إبّان فتحه بلاد الشام عام 1516. ومضى الاتحاديون إلى أبعد من ذلك في تقويض الاستقلال الذاتي لجبل لبنان حين عطّلوا العمل بالنظام الأساسي وجعلوه بحكم الملغى من الناحية العملية، وقد حاول أوهانس باشا المحافظة على امتيازات جبل لبنان ومقاومة تدخل السلطة العسكرية في شؤونه ما أمكنه ذلك، لكنه لم يُفلح، وكان في الأساس قد فقد ثقة الحكومة الاتحادية بفعل أصله الأرمني، فضايقه الحكّام والعسكريون حتى قدّم استقالته في شهر يونيو من عام 1915. وبعد ذهاب أوهانس باشا، عُيّن خلفًا له 3 متصرفين أتراك مسلمين هم: علي منيف بك، إسماعيل حقي بك، وممتاز بك.

#### علي منيف بك (1915-1917)

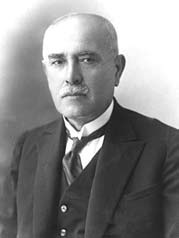
علي منيف بك، أوّل متصرف تركي مسلم على جبل لبنان.

في شهر أيلول/سبتمبر من عام 1915 صدرت إرادة سلطانية بتعيين علي منيف بك، أحد كبار موظفي وزارة الداخلية العثمانية، متصرفًا على جبل لبنان. وصل علي منيف إلى بيروت بتاريخ 20 سبتمبر من نفس العام وباشر عمله كمتصرف أصيل على جبل لبنان تحت إمرة والي بيروت، وأقام بمحلة زقاق البلاط من هذه المدينة. كرّس علي منيف بأعماله إلغاء نظام جبل لبنان وامتيازاته. فقد أعاد تنظيم دوائر المتصرفية على مثال ما كان يجري في الولايات العثمانية الأخرى. وأحدث تبديلات كثيرة بين الموظفين بالتفاهم والتنسيق مع وزارة الداخلية. كما أنه أخذ يُعيّن في وظائف ثانوية أفرادًا من غير أبناء الجبل أتى بهم من ولاية بيروت، بعضهم لبنانيون وبعضهم الآخر أتراك. واستكمالاً لتجاهل النظام الأساسي والقضاء على الاستقلال الذاتي، قررت الحكومة أن يتمثّل جبل لبنان، كسائر الولايات الأخرى، في مجلس المبعوثان في الآستانة، وبالنظر إلى صعوبة إجراء انتخابات عامّة في زمن الحرب، فقد بادر المتصرّف علي منيف إلى تعيين الأمير حارس شهاب والأمير عادل أرسلان ورشيد بك الرامي نوابًا ليمثلوا لبنان في المجلس المذكور، فقاموا بهذه المهمة حتى نهاية الحرب.

صورة قديمة ملونة لأسراب الجراد عند ظهورها في سماء جبل لبنان عام 1915.

في بداية عهد علي منيف حلّت كارثة طبيعية بجبل لبنان، فقد ظهرت أسراب الجراد الكثيفة في سماء الشام خلال مطلع شهر نيسان/أبريل سنة 1915، بما أن الدولة العثمانية لم تعمل على مكافحته قبل أن يتكاثر بعد أن صُرف اهتمام السلطات عن هذه الناحية بفعل نشوب الحرب العالمية الأولى، فباض الجراد وفقّس وتكاثر دون عائق، ثم زحف شمالاً، ولمّا ظهر في سماء جبل لبنان، حجب الشمس عن العيون عدّة أيام. ولمّا حطت الأسراب على الأرض فتكت بالنباتات والمزروعات وتركت الأشجار عارية جرداء من غير ورق أو ثمر. ولم يلبث قسم كبير من هذه الأشجار أن يبس أو تعطّل عن الإنتاج مدة طويلة. فحُرم جبل لبنان بسبب الجراد من معظم إنتاجه الزراعي طيلة سنوات الحرب.
خلال عهد المتصرفين الأتراك، اشتدت مقاومة اللبنانيين لسياسة التتريك التي انتهجها الاتحاديون، وكان اللبنانيون كمعظم العرب قبل الحرب ومنذ مجاهرة الاتحاديين بالرغبة بتتريك جميع العثمانيين غير الأتراك، يقاومون هذه السياسة بكل ما تيسّر. فشكّل بعض الشباب المثقف جمعيات سريّة دعت إلى الإصلاح السياسي والاجتماعي في الدولة العثمانية. وكانت هذه الجمعيات تتستر بالأهداف العلمية والأدبية والدينية لتنجو من مراقبة السلطات وملاحقتها. وكان الوطنيون من حيث أهدافهم قسمين: قسم يطالب بالاستقلال الذاتي ضمن الرابطة العثمانية، وكان دعاة هذا الرأي يُعرفون عمومًا باسم حزب اللامركزية، وقسم آخر يريد الاستقلال الكامل والانفصال التام عن العثمانيين. وكان الاتحاديون يكرهون الفريقين على السواء، ويضطهدونهم وينكلون بكل من يشتبهون به أنه ينتمي إليهم.

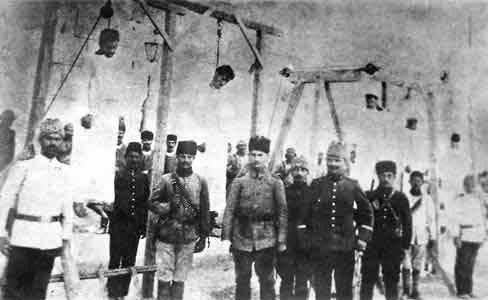
ساحة المرجة يوم 6 مايو سنة 1916، الذي أصبح عيد الشهداء.

نصب الشهداء في ساحة البرج بوسط بيروت. أصبحت الساحة تُعرف اليوم باسم «ساحة الشهداء».

من الجمعيات التي تأسست خلال هذا العهد كانت «جمعية بيروت الإصلاحية»، التي تكوّنت بشكل مساو من المسلمين والمسيحيين، وضمت أيضًا عضوين يهوديين، وكانت هذه الجمعية جمعية إصلاحية تهدف إلى الإبقاء على وحدة الدولة العثمانية مع إجراء بعض الإصلاحات الإدارية والاجتماعية فيها، لكن بعض الوثائق كشفت أن عددًا من أعضائها، أبرزهم پترو طراد، الذي أصبح لاحقًا رئيسًا للجمهورية في ظل الانتداب الفرنسي، كان وبضعة أعضاء مسيحيين آخرين قد وقعوا مذكرة سريّة تحت عنوان «أوضاع النصارى في سوريا» سلموها للقنصل الفرنسي في بيروت، تحدثوا فيها عن واقعهم الأليم وما يتعرضون له من اضطهاد، وانتهت المذكرة السريّة بمطالبة فرنسا بضرورة احتلال لبنان وباقي الولايات السوريّة لإنقاذ مسيحيي الشرق، على الرغم من مخالفة ذلك لإرادة الجمعية. عند نشوب الحرب وطرد رعايا الدول المعادية، انسحب القنصل الفرنسي من بيروت دون أن يحرق قبل مغادرته الأوراق السياسية المهمة، بل أودعها مخبأً سريًا في جدار إحدى الغرف، ولدى تفتيش المكان اكتشف الجنود العثمانيون هذه الأوراق وعليها توقيع 40 شخصًا لبنانيًا وسوريًا. اعتُقل جميع الموقعين على المضبطة الموجودين في سوريا ولبنان وأُحيلوا إلى الديوان العرفي في عاليه حيث اتهموا بالخيانة العظمى وصدرت بحق عدد كبير منهم أحكامًا بالإعدام. وقد بلغ عدد أحكام الإعدام ثمانية وخمسين حكمًا، إلى جانب أحكام أخرى بالنفي أو السجن مدى الحياة. وقد كانت كبرى قوافل الإعدام يوم 6 مايو سنة 1916 حين أقدم جمال باشا على إعدام أربع عشرة شخصًا من وجهاء بيروت في ساحة البرج وسط المدينة، وسبعة من وجهاء دمشق في ساحة المرجة، وأصبح هؤلاء يُعرفون باسم شهداء السادس من أيار، وأصبحت الحكومتين السورية واللبنانية تُحيي ذكراهم في كل عام.
كان من نتيجة هذه الإعدامات والدعاية المضادة للاتحاديين وسياسة التتريك، أن رأى الوطنيين أنه لا سبيل لنجاح حركتهم إلا عن طريق الاعتماد على سند خارجي. وهنا اختلف اجتهاد الوطنيين، فبعضهم رأى أن يتعاون مع الثورة العربية التي أعلنها الشريف حسين بن علي في الحجاز ضد العثمانيين، وهي القوة العربية الوحيدة التي كانت قائمة آنذاك، وقد انضم فريق من اللبنانيين إلى الجيش العربي بقيادة الأمير فيصل بن الحسين، وكان هذا الجيش يُحارب مع الحلفاء لقاء وعدهم العرب بالاستقلال. ورأى البعض الآخر من اللبنانيين أن يعتمد على فرنسا، وقد تطوّع عدد كبير من المغتربين اللبنانيين في جيوش الحلفاء وخصوصًا في الجيش الفرنسي. وفي شهر مايو من سنة 1917 عُيّن علي منيف واليًا على ولاية بيروت، فترك منصب المتصرفيّة لخلفه إسماعيل حقي.

#### إسماعيل حقي بك (1917-1918)

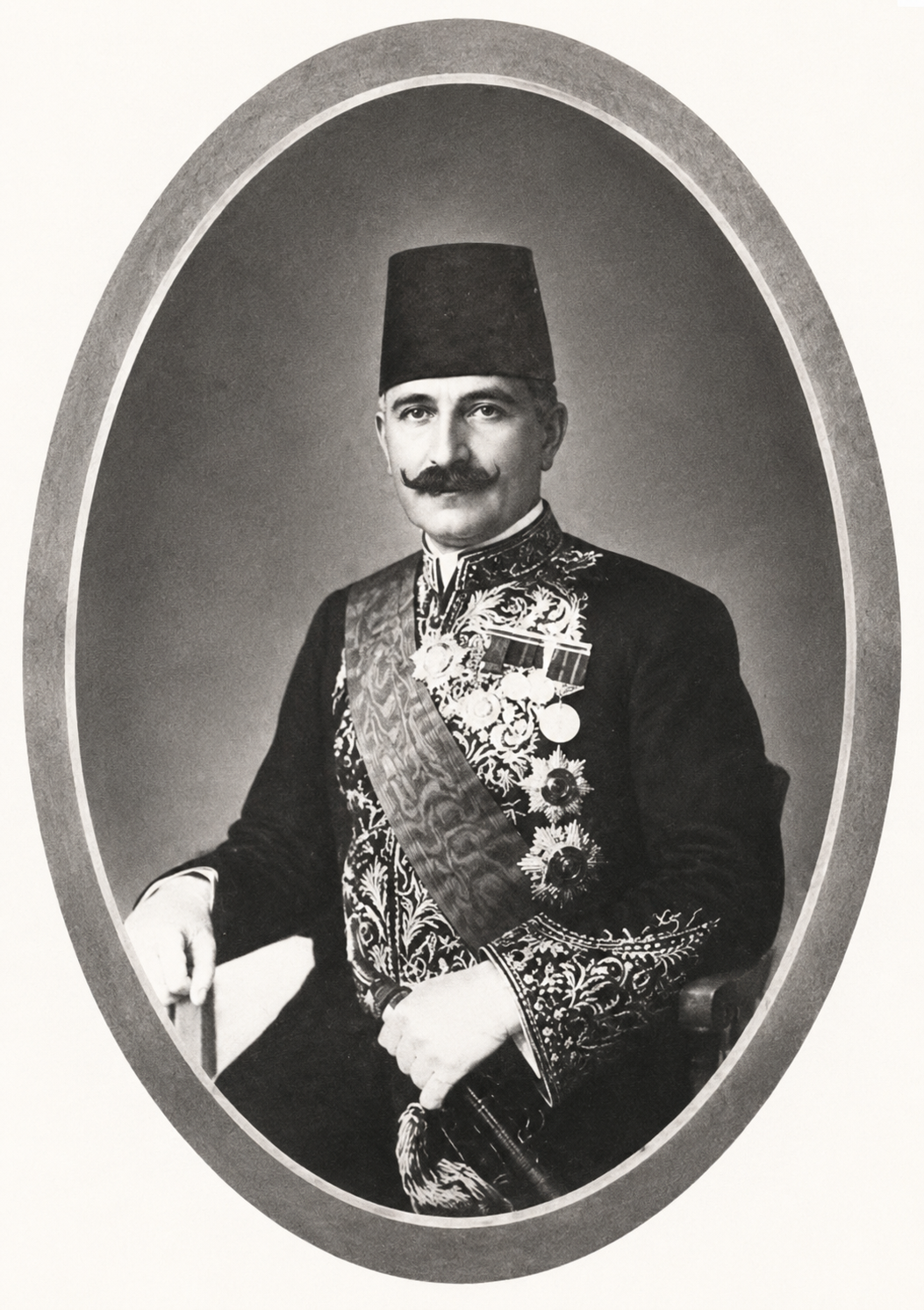
إسماعيل حقي بك.

استمر الحكم العثماني في لبنان في عهد إسماعيل حقي على القواعد السياسية التي كانت قد أرسيت في عهد سلفه علي منيف. لكن معاملة هذا المتصرف الجديد كانت تتصف بالتفهم لموقف اللبنانيين وظروفهم، وباللين والتسامح معهم، وبالميل نحو تحسين أحوال لبنان والنهوض به من مختلف النواحي. وكان إسماعيل حقي متدينًا ملتزمًا كريم الأخلاق، فكان يغض النظر عن تهريب المواد الغذائية إلى أبناء الجبل الذين عصفت بهم المجاعة في عهده، وحاول أن يُخفف عبئ الحياة على أولئك الذين حلّت عليهم المصائب خلال الحرب، وشجع الميسورين على إنشاء جمعيات لإغاثة المحتاجين. لذلك أحبّ أبناء الجبل إسماعيل حقي، وأسفوا عندما نقلته الحكومة العثمانية واليًا على بيروت في شهر تموز/يوليو من عام 1918، ولم يكن قد مضى على توليّه منصب المتصرفية في جبل لبنان غير سنة وبضعة أشهر.
على الرغم من تسامح إسماعيل حقي وتفهمه لموقف الجبليين، فإن عهده تميّز بمعاناة السكّان معاناة شديدة لم يسبق لهم أن ذاقوها. فما أن حلّت السنة 1917 حتى كانت الأزمة الاقتصادية قد بلغت ذروتها، وحتى كانت الحياة الاقتصادية اللبنانية قد تغيّرت تغيرًا كليًا. فقد اضطر الكثيرون من اللبنانيين إلى التدثر بالأسمال البالية لستر أبدانهم ودرء البرد عنهم، وعادوا إلى استعمال السرُج الفخّارية التي تُضاء بزيت الزيتون لتعذّر الحصول على المحروقات. وصاروا يحمّصون الشعير ويصنعون منه القهوة عوضًا عن قهوة البن. وسيطر القلق على أفكار الناس فانقطعت الزيارات وأهملت حفلات الأنس والسمر، وفقدت الأعياد بهجتها، وأصبحت الحياة قاسية رتيبة تثير الخوف وتبعث على القلق. وبسبب اختفاء المواد الغذائية أو العجز عن الحصول عليها، لم يجد الكثير من اللبنانيين ما يسدّون به رمقهم. فهجروا بيوتهم وقراهم في الجبل، وتشتتوا في مختلف الأنحاء، فمنهم من وصل إلى مضارب البدو في البادية السورية، ومنهم من لجأ إلى حوران، وأغلبهم نزل إلى المدن الساحلية مثل بيروت وطرابلس وصيدا، وانطلقوا في شوارعها يُفتشون في المزابل وأكوام النفايات قرب قصور الأغنياء عن فضلات الطعام، وذهب بعضهم لصيد القطط والكلاب الشاردة، أو أكل الميتة منها حتى. بل لقد دفع الجوع بعضهم إلى ما هو أبشع من ذلك وأشدّ هولاً، لقد ذهب هذا البعض إلى حد خطف الأطفال وذبحهم وأكلهم. وقد وقعت خلال الحرب العالمية الأولى بضعة حوادث من هذا النوع في جبل لبنان والمناطق القريبة منه.

وكأن الجوع لم يكف الفقراء، فحلّت بهم الأوبئة والأمراض. فقلّة الغذاء والكساء أضعفت مناعة الأجسام، وعدم العناية بالنظافة ساعد على انتشار الأوبئة والأمراض التي فتكت فتكًا ذريعًا بالسكان، فقرائهم وأغنيائهم على السواء. فكان الذباب ينقل حمّى التيفوئيد، والقمل ينقل حمّى التيفوس، والجرذان تنقل وباء الطاعون، ومياه الشرب الملوثة تنشر مرض الزحار. ولم يكن الأطباء متوفرين لأنهم جنّدوا للعناية بصحة الجيش، كما لم يكن الحصول على الأدوية متيسرًا لعامّة الناس. بسبب الجوع والمرض كان الناس يموتون بالمئات والألوف، حتى أن كثيرين منهم لم يتيسّر لهم من يصلي عليهم أو يتولى دفنهم. وكانت الجثث تُجمع من الشوارع والطرقات في عربات خاصّة وتُرمى في حفر كبيرة جُعلت قبورًا للمشردين التعساء. وما أن انتهت الحرب حتى كان الموت قد حصد مئة ألف نسمة ونكب لبنان بما يقرب من ربع سكانه. يصف الدكتور جورج حنّا، وهو طبيب من بلدة الشويفات، خدم في الجيش الرابع أثناء الحرب العالمية الأولى، حالة البؤس التي وجدها في الجبل عند عودته في شهر كانون الأول/ديسمبر سنة 1917 في إجازة قصيرة لتفقد الأهل، فيقول: 
| متصرفية جبل لبنان | في الثلاثة أيام التي أمضيتها في لبنان... شاهدت ما لم أكن أتصوّر أني سأشاهده، في بلد كلبنان، هو جنّة الشرق. شاهدت سحنًا صفراء كقشرة الليمونة الحلوة، وعيونًا غاب منها النور، وأقدامًا متورمة ومنتفخة، وثيابًا على الأجسام مهلهلة وقذرة، وهزالاً في الأبدان، هو نذير الموت. شاهدت ولدانًا، يعضّون ثدي أمهاتهم، وقد جف منها الحليب، يمتصّون ويمتصّون، دون أن يدرّ لهم ثدي أمهاتهم نقطة حليب. وشاهدت أمّهات تستجدي القوت لأولادهن، فعزّ عليهنّ القوت... الحنطة تُباع بالتقنين على أجحف شكل... كيلو الأرز أو السكر، إذا وُجد، ثمنه ثلاثون ليرة. اللحم مأكول الأغنياء فقط، البن غاب من الأسواق... كان الناس كيفما راحوا وكيفما جاءوا لا يتحدثون إلا بالخبز... كان في لبنان حينذاك شيء واحد رخيص، هذا الشيء هو الموت... كانت التيفوس تفتك بالكبار والصغار. وكانت الملاريا ضيفًا ثقيلاً عند كل عائلة. وكان شبح عزرائيل يرفرف فوق كل بيت. كان الأموات يُدفنون بالجملة. الفقراء منهم، وما أكثرهم، يُكدّسون في الطنابر، ويُدفنون بعضًا فوق بعض في الحفر، لا تابوت، ولا كفن، ولا مُشيعون ولا من يُصلّي عليهم صلاة الموت. | متصرفية جبل لبنان |

#### ممتاز بك (1918)
تولّى ممتاز بك منصب المتصرفيّة في 31 يوليو سنة 1918 بعد إسماعيل حقي، ولكنه ما كاد يتسلّم مهام عمله حتى أخذ الجيش العثماني يتقهقر مهزومًا أمام الجيوش الحليفة الزاحفة من مصر وفلسطين. وفي 30 سبتمبر ترك مركز عمله في بعبدا هاربًا إلى زحلة، ومنها ذهب إلى محطة السكة الحديدية في رياق حيث التحق بفلول الجيش العثماني المتراجعة شمالاً. وبانسحاب ممتاز بك انتهى عهد المتصرفين الاستثنائيين الأتراك، كما انتهى الحكم العثماني في جبل لبنان وباقي الشام، بعد أن دام أكثر من أربعة قرون بقليل، وبدأ الانتداب الفرنسي والبريطاني على بلدان المنطقة.

### نهاية المتصرفية
انهار الحكم العثماني في بيروت ودمشق وبعبدا في يوم واحد، وقبل أن ينسحب إسماعيل حقي والي بيروت، سلّم مقاليد حكم الولاية إلى عمر بك الداعوق رئيس البلدية، الذي أعلن قيام حكومة عربية في أثر تلقيه برقية من دمشق بهذا الخصوص، ورفع العلم العربي على سراي المدينة. وكان ممتاز بك، متصرّف جبل لبنان، قد سلّم قبيل انسحابه من بعبدا شؤون الإدارة في جبل لبنان إلى رئيس بلدية بعبدا حبيب فيّاض، وبعد يومين اجتمع موظفو الحكومة في بعبدا وانتخبوا الأميرين مالك شهاب وعادل أرسلان لإدارة الحكومة المؤقتة. وعندما تألفت حكومة الأمير فيصل العربية في دمشق، أرسلت اللواء شكري الأيوبي حاكمًا عامًا على ولاية بيروت وجبل لبنان، فحضر إلى بيروت في 7 أكتوبر وأعلن دخول البلاد تحت الحكم الفيصلي، ثم توجه إلى مركز الحكومة في بعبدا وأعلن في احتفال حاشد قيام الحكومة العربية في جبل لبنان، ورفع العلم العربي على السراي، ودعا مجلس الإدارة الشرعي المنتخب سنة 1912 إلى الاجتماع، وكلّف رئيسه حبيب باشا السعد تولّي رئاسة الحكومة في جبل لبنان من قبل الأمير فيصل باسم والده الشريف حسين. فقبل السعد هذا التكليف وأقسم يمين الولاء والإخلاص للشريف حسين.
خلال الأيام العشرة الأولى من شهر أكتوبر عام 1918 وصل الجيش البريطاني الزاحف من فلسطين إلى بيروت سالكًا الطريق الساحلي، ومعه مفرزة فرنسية بقيادة العقيد «دي پياپاپ»، وأنزل الأسطول الفرنسي إلى البر في بيروت فرقة من الجنود الفرنسيين أيضًا. وبناءً على احتجاج فرنسي أمر القائد العام الفريق أول إدموند ألنبي، بإنزال العلم العربي، وعودة اللواء شكري الأيوبي ممثل فيصل إلى دمشق، وحلّ الحكومات العربية في بيروت وبعبدا والمدن الساحلية الأخرى وعيّن حكامًا عسكريين فرنسيين فيها. وهكذا انتهى الحكم العربي في هذه المناطق بعد بضعة أيام فقط على قيامه.

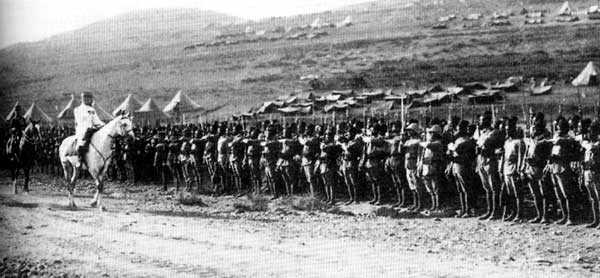
الفريق أول هنري گورو يتفقد جنوده في ميسلون، قبل وقوع المعركة الحاسمة مع الجيش الفيصلي، التي كان من نتائجها فصل لبنان عن سوريا وتوسيع حدود متصرفية جبل لبنان.

عقد الحلفاء الظافرون مؤتمرًا في مدينة ڤرساي الفرنسية نتج عنه توقيع معاهدة صلح بينهم وبين الدول الخاسرة، التي تنازلت عن مستعمراتها وأجزاء من أراضيها لصالح الحلفاء، ومما جاء فيه أيضًا إقرار نظام حكم جديد هو نظام الانتداب، أي تولّي دولة من الدول الظافرة شؤون إحدى المستعمرات أو الأراضي التابعة سابقًا لدولة مهزومة، بحجة أن هذه المستعمرة غير قادرة على إدارة شؤونها بنفسها بعد. وعندما أُقرّ هذا المبدأ وتقرر أن تكون فرنسا هي الدولة المنتدبة على سوريا ولبنان، عُيّن الفريق أول هنري گورو مفوضًا ساميًا عليها، فوجّه إنذارًا إلى الملك فيصل ملك المملكة العربية السورية، بعد أن أعلن توليه عرش سوريا، وطلب منه الاعتراف بالانتداب الفرنسي، ولكن الملك فيصل رفض الإنذار، وكان رد گورو أن أمر الجيش الفرنسي بالزحف على دمشق، فالتقى في معبر ميسلون بالجيش السوري، ودارت معركة عنيفة أسفرت عن انتصار الكثرة الفرنسية بعد استبسال المقاومين وسقوط قائدهم يوسف العظمة. كان من نتيجة معركة ميسلون أن دانت سوريا كلها للفرنسيين، وبعد ذلك انصرف الفريق أول گورو إلى تنظيم لبنان سياسيًا وإداريًا، وفي 31 أغسطس سنة 1920 أصدر قرارًا يضم فيه إلى جبل لبنان مدن بيروت وصيدا وصور ومرجعيون وطرابلس وعكار، بالإضافة لأقضية البقاع وبعلبك وحاصبيا وراشيا التي كانت تتبع ولاية سوريا العثمانية. وفي اليوم التالي لصدور قرار توسيع الحدود، أعلن گورو قيام دولة لبنان الكبير. وبهذا كانت متصرفية جبل لبنان الصغيرة قد زالت بحكم القانون، وحلت مكانها كيان جديد أكبر حجمًا وأكثر سكانًا.

## الاقتصاد
كان اقتصاد متصرفية جبل لبنان قبيل الحرب العالمية الأولى يستند إلى ثلاث ركائز أساسية هي: زراعة الزيتون وإنتاج الحرير وأموال المغتربين. غير أن هذه العناصر الثلاثة لم تكن كافية لجعل اقتصاد الجبل قويًا سليمًا متكاملاً، فقد كان ضعف اقتصاد لبنان يبرز في عدد من النواحي أهمها ضعف إنتاج الحبوب وتخلّف الصناعة والقيود على التجارة.

### الزراعة

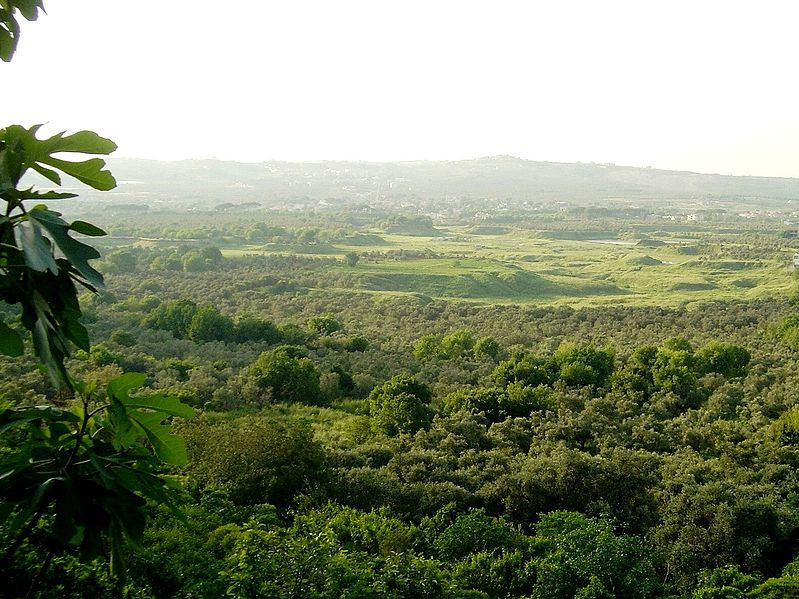
بساتين زيتون في بلدة أميون بقضاء الكورة. تميّزت هذه المنطقة منذ عهد المتصرفية بغزارة إنتاج الزيت والزيتون.

كان معظم سكّان المتصرفية فلاحين يمارسون الزراعة بأساليب قديمة وبطابع خاص مميز لجبل لبنان ينسجم مع طبيعة الأرض الجبلية وسطحها والتربة وفصول السنة. كانت بساتين الزيتون المنتشرة بكثرة على السواحل وسفوح سلسلة جبال لبنان الغربية، تؤمن عملاً للعمّال ودخلاً محترمًا لأصحابها. ويُشكّل الزيتون عنصرًا مهمًا في غذاء الجبليين ومادة أوليّة لإنتاج الزيت وصناعة الصابون. وكان القسم الأكبر من إنتاج الزيتون ومشتقاته يُستهلك في لبنان، أما الفائض منه فيُصدّر إلى الخارج ويدرّ على البلاد ربحًا ماديًا مهمًا. وكان اللبنانيون يعتبرون شجرة الزيتون شجرة مقدسة وزيتها مقدس، لكثرة ذكرها في أسفار الكتاب المقدس وفي القرآن، وكانوا يُنتجون منه أنواع مختلفة أبرزها: الصوري، والبلدي، والشتوي، والبستاني.
وفي أيام الربيع كانت أغلبية اللبنانيين تنصرف إلى تربية دود القز الذي يتغذى على ورق أشجار التوت. وكانت زراعة التوت منتشرة في جميع أنحاء لبنان ساحلاً وجبلاً. وأنشئت في جبل لبنان عدّة مصانع لاستخراج الخيوط الحريرية من الفيالج، وكانت ربّات المنازل تعمل على الأنوال وتحوّل بعض هذه الخيوط إلى منسوجات حريرية جميلة صالحة لصنع الملبوسات والمفروشات. ولكن القسم الأكبر من الخيوط الحريرية كان يُصدّر إلى البلدان الأوروبية، وخصوصًا إلى فرنسا التي كانت تشتري معظم الإنتاج اللبناني.

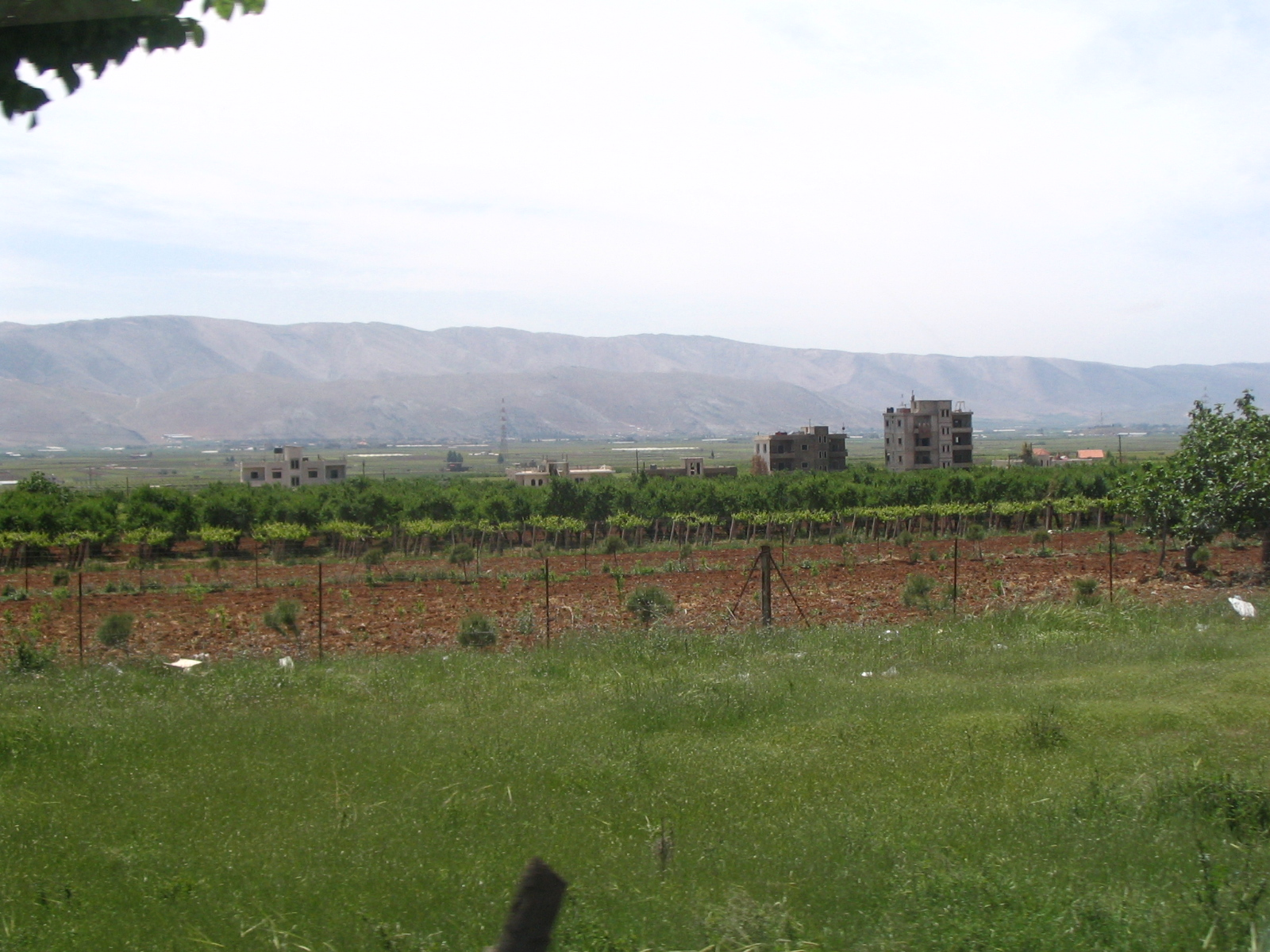
كروم عنب بالقرب من مدينة زحلة بالبقاع. اشتهرت هذه المدينة منذ القدم بزراعة العنب واستخراج النبيذ وغيره من الخمور.

بالإضافة إلى ذلك، كان العنب وما يُستخرج منه من المواسم الرئيسيّة، التي اعتمد عليها قسم كبير من فلاحي القرى. وصناعة الخمر قديمة في لبنان، فقد ورد ذكر خمور لبنان في العهد القديم، وجاء في بعض النقوش القديمة أنه كان جزية، قدمه السكّان للفاتحين، وجودة الخمر اللبناني المعتّق في الأديرة مشهورة. وكانت معظم إنتاجات العنب من قطاف ونبيذ وعرق وزبيب وخلّ للاستهلاك المحلي، وكذلك الحال بالنسبة للتين، الذي كان شجرة معروفة ومرغوبة.
تعاطى بعض الفلاحين الجبليين تربية أشجار الصنوبر، إذ كان لتلك الأشجار فائدة اقتصادية كبيرة، وكان أغنى فلاحي الجبل هم الذين يملكون أحراج الصنوبر، فهي إلى جانب كون ثمرها غالي الثمن، تمد الفلاح بحطبه وبأخشاب لسقف بيته، وبألواح خشبية لأثاثه ومقاعده، وغير ذلك من الأمور الضرورية لحياته. وكان أكثر استهلاك الصنوبر محلّي، وتصديره إلى الخارج قليل جدًا.

أما بالنسبة للقمح والحنطة والحبوب، فقد كان إنتاجها ضعيفًا جدًا في أراضي المتصرفية، وذلك لضيق الأراضي وقسوة المناخ، فبعد أن فصل پروتوكول سنة 1861 عن جبل لبنان سهول عكار والبقاع والجنوب، أصبح إنتاج الجبل من القمح ضئيلاً لا يسدّ غير قسم صغير جدًا من حاجة أهله إلى هذه المادة الأساسية في غذائهم اليومي. لذلك اضطروا إلى شراء القمح من حوران ودرعا ومن مناطق أخرى لتأمين قوتهم الضروري. يقول الدكتور أنيس فريحة، وهو من المؤرخين اللبنانيين الذين عاصروا عهد المتصرفية: 
| متصرفية جبل لبنان | الخبز مادة الطعام الأساسية... لذا كان أول شيء يهتم به القروي مؤونة القمح، ويُسميها القمحات. في كل قرية لبنانية أفراد قليلون يُنتجون قمحهم. ولكن أكثرهم يشتري قمحًا من الخارج. عندما كنّا أولادًا نلعب في الساحة كنا نرى كل أسبوع من أسابيع آب وأيلول قفلاً من المكارين والجمّالين ينزل في ساحة القرية: من البقاع وحوران وجبل الدروز. يصعد أحدهم إلى سطح البيت، ويُنادي: "يا سامعين الصوت صلّوا عالنبي. إلّي عايز قمح قبل النفاق! قمح للمونة ممتاز! قمح مشرقاني، قمح حوراني، قمح بلدي!" فيُقبل الذين لا يُنتجون قمحهم ويشترون ما يكفيهم نصف سنة على الأقل. وبعضهم لا يطمئن قلبه حتى يشتري مؤونة سنة كاملة. ولكن قسمًا منهم لا يستطيع ذلك. | متصرفية جبل لبنان |

### الصناعة والتجارة

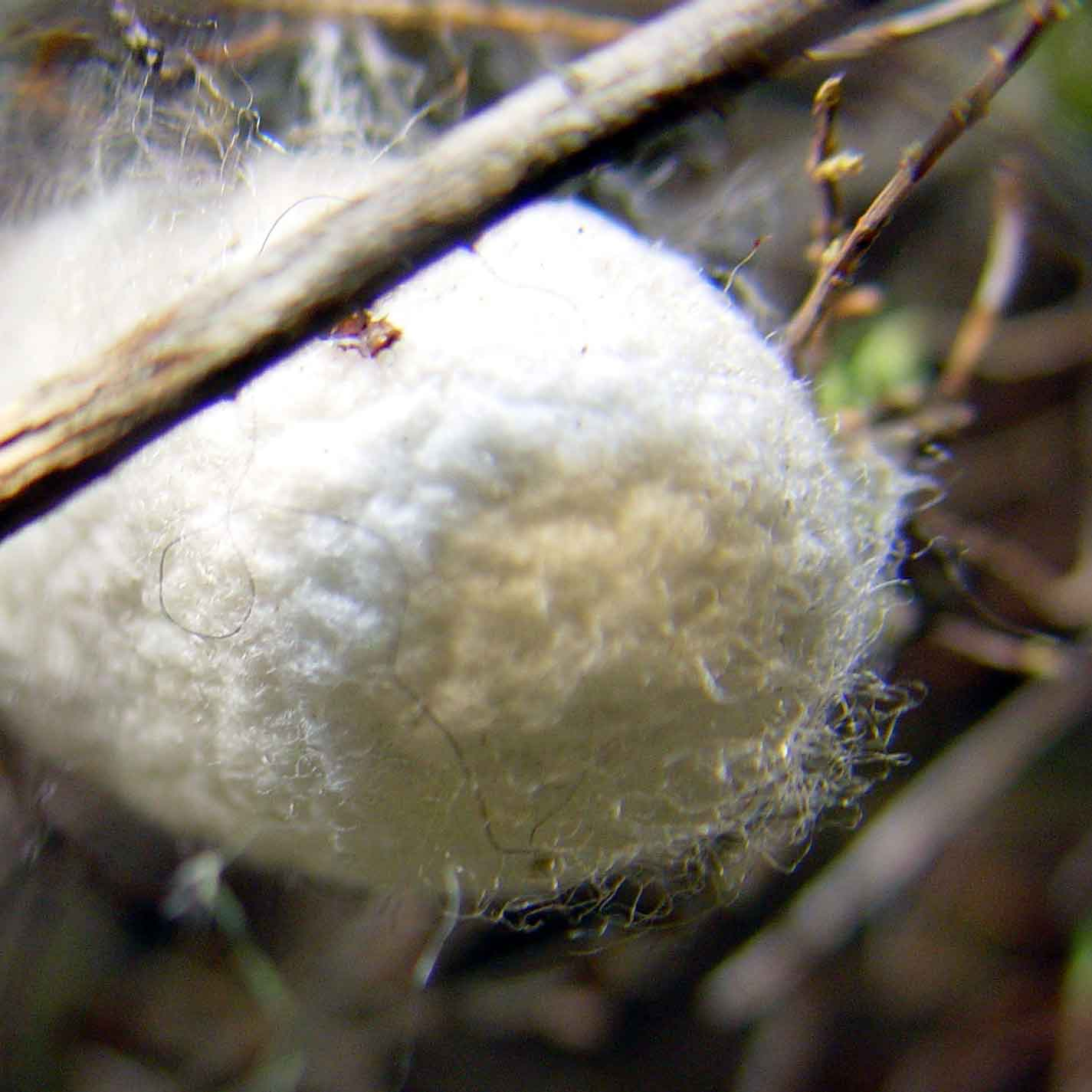
شرنقة دودة قز، مصدر الحرير الأساسي في المتصرفية، وعماد اقتصادها.

كانت الصناعة في متصرفية جبل لبنان بدائية متخلفة محصورة في القرى للاستهلاك المحلي. وكان في كل بيت تقريبًا نول لحياكة ما يحتاجون إليه من الأقمشة. باستثناء صناعة الزيت والصابون والحرير، لم يكن في لبنان صناعة متقدمة تستطيع أن تؤمن حاجات السكان. وكان لا بد للآهلين من استيراد السلع الضرورية مثل السكر والأرز والأدوية والألبسة والأدوات المنزلية والآلات وغيرها من المصنوعات الحديثة. ولمّا كانت المرافئ خارج حدود المتصرفية، فقد ازدهرت التجارة بعيدًا عن الجبل، وبتقدم وسائل النقل البحري والبري بدأت البضائع الأوروبية تتدفق على هذه المرافئ. وقد أدّى وصول البضائع الأوروبية المصنوعة بالآلات إلى إضعاف الصناعة المحلية اليدوية وزوالها، ولم يبق منها سوى الأقمشة الجميلة التي تُصنع في بلدة ذوق مكايل وبعض الأماكن القليلة الأخرى، من أغطية للموائد وثياب وفرش وستائر وغيرها.
حاول المتصرّف أوهانس باشا في سنة 1913 إنشاء 3 مرافئ تجارية تابعة للمتصرفية في سبيل إنعاش حركة الاستيراد والتصدير، لكن نشوب الحرب العالمية الأولى بعد ذلك بسنة حال دون ذلك. ولمّا دخلت الدولة العثمانية الحرب في شهر أكتوبر من عام 1914 تدهور الوضع الاقتصادي في لبنان بشكل سريع وخطير، لأن أساطيل الحلفاء ضربت حصارًا بحريًا على طول الشواطئ العثمانية، ومنها الساحل الشامي، فمنعت السفن من الدخول أو الخروج، فتوقفت بذلك أعمال التصدير والاستيراد، وماتت الحركة التجارية، وفرغت الأسواق المحليّة من السلع الأجنبية، فارتفعت الأسعار ارتفاعًا فاحشًا، وتعذّر على الفقراء ومتوسطي الحال أن يؤمنوا حاجاتهم الضرورية منها. وبانقطاع المواصلات البحرية انقطع وصول الأموال من المغتربين إلى ذويهم. ولمّا كانت بعض الأسر تعيش على المساعدات المالية التي كانت تردها من بلاد الاغتراب، فقد أصبحت في حالة يُرثى لها من العوز والفقر. وأثّر انقطاع هذا المورد المالي المهمّ على الحالة الاقتصادية العامة في لبنان، فأدّى إلى اشتداد الأزمة الاقتصادية وتعقيدها.

### العملة

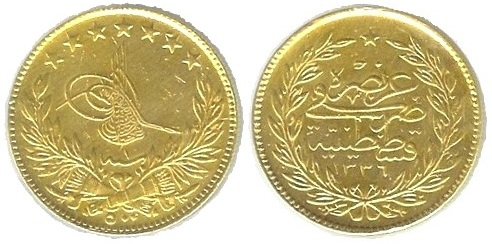
5 ليرات عثمانية معدنية.

كان اللبنانيون يتعاملون بالعملة العثمانية منذ بداية عهد المتصرفية، ويسمونها «الليرة العثمليّة» أو «العثمليّة» اختصارًا، وكانت الليرة العثمانية تُسك من الذهب والفضة وتُقسم إلى مئة واثنين وستين قرشًا. كذلك تعامل السكان بالعملة المصرية، ومنها اكتسبت النقود لفظة «مصاري» و«مصريات» اللتان لا تزالان تُستعملان في بلاد الشام بمعنى «عملة». وكانت العملة التركية تُقسم أيضًا إلى متاليك وبشالك، والمتليك يُسك من الحديد أو النحاس أو البرونز، والبشلك عملة نحاسية برونزية، وهو يساوي 10 متاليك أو 3 قروش.

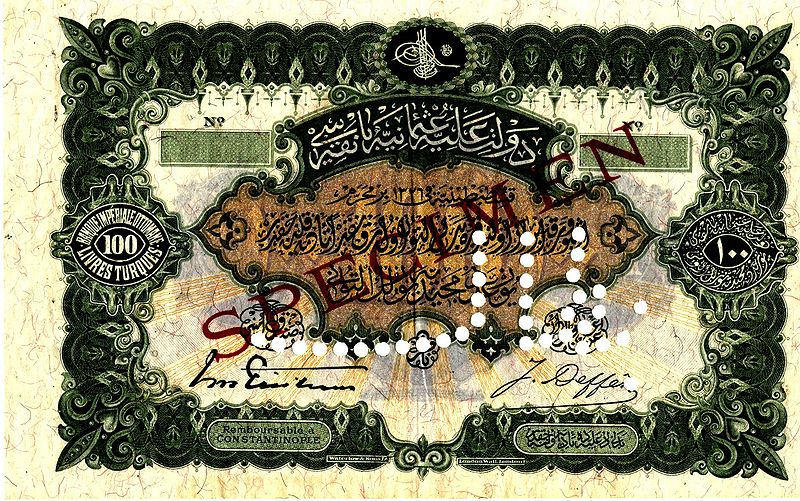
عملة ورقية عثمانية من فئة 100 ليرة.

خلال الحرب العالمية الأولى، أصدرت الحكومة الاتحادية نقدًا ورقيًا وأرغمت الشعب على التداول به. ذلك أن إنفاق الدولة العثمانية مبالغًا طائلة على الحرب، أدّى إلى اضطرارها أن تصدر أوراقًا نقدية لأوّل مرة في تاريخ البلاد، وأن تُكثر من الكميّات التي أنزلتها إلى السوق، فهبطت قيمة هذه العملة الورقية بالنسبة للنقد الذهبي والفضي هبوطًا كبيرًا، ولكن الحكومة كانت تصرّ على اعتبار الليرة الورقية مساوية لليرة الذهبية، وكانت تجبر الناس على قبضها والتعامل بها. وكانت نكبة البلاد بهذا النقد مزدوجة، فقد أضاع جزءًا من ثروة اللبنانيين، وأحدث ركودًا في حركة البيع والشراء، لأن الناس كانوا يتهربون من قبضه ويُفضلون أن يحتفظوا بما عندهم من بضائع وغلال بدلاً من أن يبيعوها بأوراق صادرة عن دولة مرهقة بنفقات الحرب الباهظة. وزاد الأزمة المالية سوءًا فقدان القطع النقدية الصغيرة من أيدي الناس، فتعذّر على المواطنين تسديد قيم الأعمال والأشياء الصغيرة، من أجرة حمّال، أو ثمن طابع بريدي، أو تذكرة قاطرة كهربائية، أو غير ذلك. يقول الدكتور جورج حنّا: 
| متصرفية جبل لبنان | كنت قد قضيت ليلة كاملة في القطار دون أن يكون لدي ما أطعمه. وإذ نزلت في محطة درعا، التقيت بائع كعك بسمسم، واشتريت منه كعكة بعشرة قروش. وعندما نقدته الثمن ورقة نقدية، شخص إليّ بأكثر ما يكون من الازدراء ورمى الورقة بوجهي قائلاً: "نحنا ما منقبض شراطيط... نحنا ما منبعث مكاتيب بالبوستة"، وهو يعني بهذا أن العملة لا تصلح إلا لشراء تمغة البريد. وإذ لم يكن معي نقد معدني، هممت بإرجاع الكعكة للبائع... غير أن البائع البسيط الكريم، أبى إرجاعها عندما عرف من كلامي أني إنسان عربي من لبنان. فناولني الكعكة... وجعل يسبّ الأتراك وأعداء العرب، ويدعو الله أن يقوّض الدولة العثمانية كي يتخلص العرب من حكمها وبغيها واستعمارها. | متصرفية جبل لبنان |

### الوضع الاقتصادي أثناء الحرب العالمية الأولى
ازدادت الحالة الاقتصادية سوءًا في جبل لبنان خلال الحرب العالمية الأولى بفعل التدابير التي اتخذتها السلطات العسكرية العثمانية، فقد منعت قيادة الجيش الرابع في بدء الحرب نقل الحبوب على اختلاف أنواعها إلى جبل لبنان، وبما أن الجبل لم يكن ينتج كفايته من الحبوب ويعتمد على البقاع وحوران وجوارها لتأمين حاجته، فقد اختفت الحبوب من الأسواق وارتفعت أسعارها ارتفاعًا فاحشًا، حتى بلغ ثمن رطل الخبز ليرة ذهبية، وتعذّر على الفقراء ومتوسطي الحال الحصول عليه، وبدأوا يموتون من الجوع. وكان الناس يتحملون المشقّات والأخطار من أجل تهريب كميّات قليلة من القمح من عكار أو البقاع أو حوران ليردوا بها الموت عن أهلهم وذويهم، ولكن عيون المراقبين كانت يقظة ساهرة لمنع تهريب الحبوب ومعاقبة المهرّبين.
وبعد مراجعات كثيرة ومداولات مستفيضة، سمح جمال باشا لعدد من الوجهاء البيروتيين بتأسيس شركة لاستيراد الحبوب وتوزيعها بأسعار معتدلة تحت إشراف القادة العسكريين. وفي مطلع سنة 1917 باشرت مراكز الإعاشة أعمالها في جميع الأقضية اللبنانية، فكانت تعطي مئتين وخمسين غرامًا من القمح لكل شخص يوميًا بسعر سبعة قروش للرطل الواحد، في حين وصل سعر الرطل إلى مئة قرش في السوق السوداء. ولكن تواطؤ القوّاد العسكريين مع أركان الشركة ومُحتكري بيع القمح في السوق الحرّة السوداء، عطّل أعمال الإعاشة وجعلها قليلة الفائدة. مثال ذلك، أنهم كانوا يتذرعون بمختلف الحيل والأعذار للتهرّب من تسليم مخصصات الإعاشة إلى أصحابها، وعندما كانوا يضطرّون إلى تسليمها كانوا يغشّون القمح بالحصى والتراب والكرسنّة والزوان.

## المجتمع والثقافة

### التركيبة السكّانية

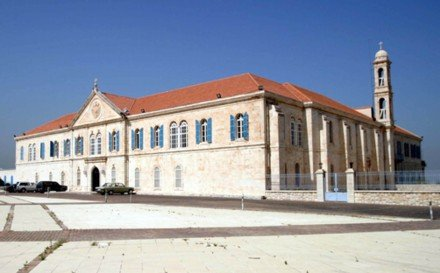
الصرح البطريركي في بكركي، مقر البطريركية المارونية طيلة عهد المتصرفية وحتى اليوم.

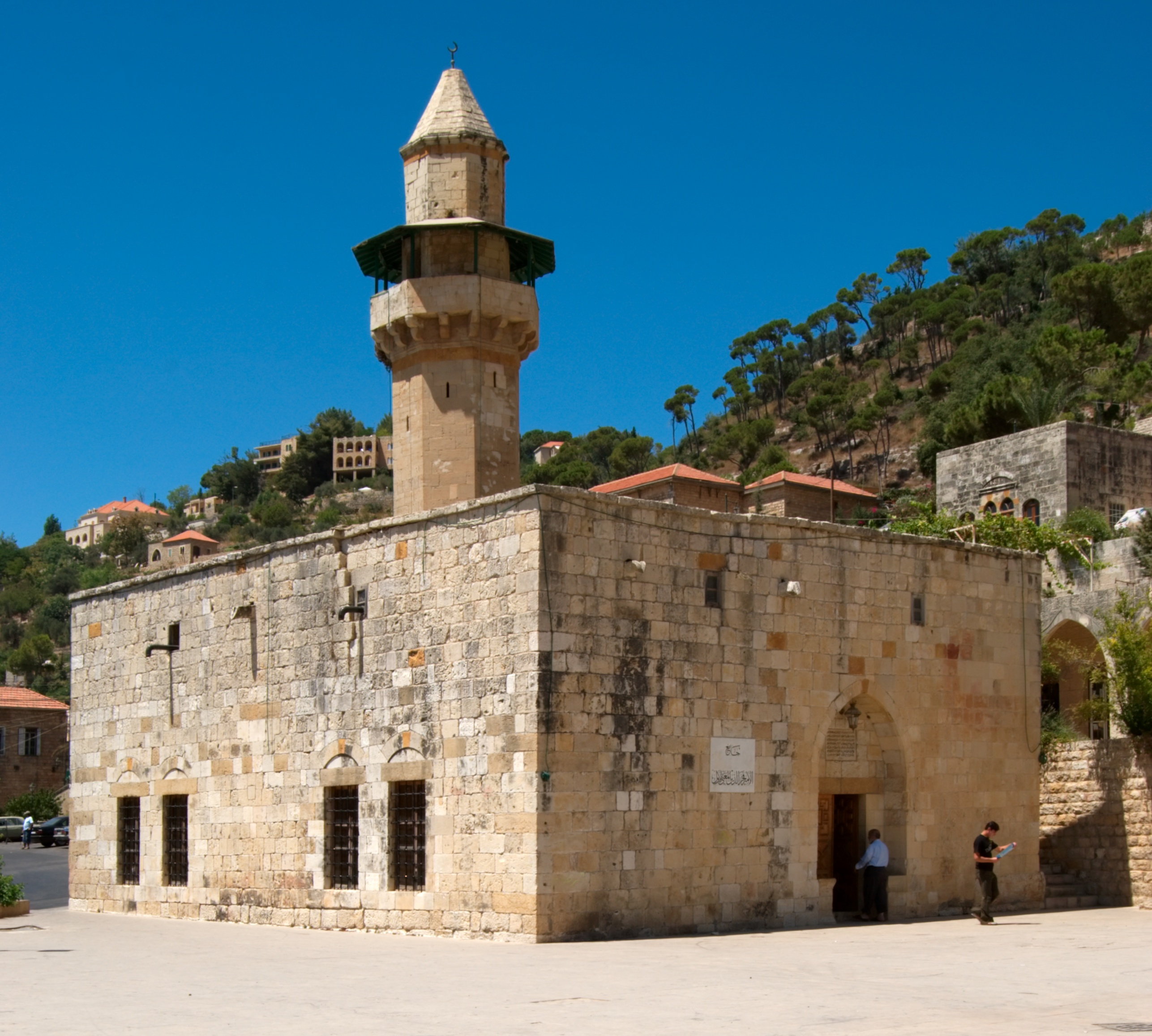
مسجد الأمير فخر الدين، أقدم مسجد في جبل لبنان، يقع في بلدة دير القمر.

شكّل المسيحيون أغلبية سكّان متصرفية جبل لبنان، وأغلب هؤلاء كان يتبع الملّة السريانية المارونية، وقد تمركز الموارنة منذ أن استوطنوا جبل لبنان في شماله، وفي عهد المتصرفية كان الموارنة ينتشرون في شمالها، أي في أقضية كسروان والبترون والكورة وزحلة وفي دائرة دير القمر، وما زالت هذه المناطق حتى اليوم تقطنها أغلبية مارونية. أما في باقي الأقضية، فقد اختلط الموارنة مع الطوائف المسيحية الأخرى ومع الدروز، الذين شكلوا ثاني أكبر طائفة في الجبل، وأغلبية سكان قضائيّ الشوف والمتن. كذلك كان هناك وجود ملحوظ للروم الأرثوذكس في كلا القسمين من الجبل، أما الشيعة والسنّة فكان وجودهما، وما زال، قليل جدًا، فقد انتشر الشيعة في بضع قرى في المتن وكسروان، وعاش السنّة على ساحل الشوف وفي زحلة. وكان من نتيجة هذا التقارب والتجاور أن اعتنق عدد من اللبنانيين ديانة جيرانهم أو مذهبهم الطائفي، وأصبحت ألقاب العائلات ألقابًا مشتركة عند المسيحيين والمسلمين. تشكل النظام الحاكم والاجتماعي في متصرفية جبل لبنان من الثنائية المارونية - الدرزية، وسمح الاستقرار الأمني والتعايش الدرزي-الماروني في المتصرفية بتطور الاقتصاد ونظام الحكم. كانت منطقة بكركي تُشكل مقر الكرسي البطريركي الماروني منذ عام 1823، وقد استمرت كذلك طيلة عهد المتصرفية حتى الآن، وتعني كلمة بكركي بالعربية «مكان حفظ الوثائق والكتب».
كانت اللغة العربية هي اللغة المتداولة يوميًا بين السكان، وقد طُعّمت لهجة الجبليين بكثير من الكلمات السريانية، بسبب شيوع تلك اللغة بينهم في السابق. وقد استمرت اللغة السريانية لغة طقسيّة فقط تُستخدم في التراتيل الدينية المارونية. أما في بشري والقرى المجاورة في شمال الجبل، فقد ظلت اللغة السريانية لغة التخاطب في القرن التاسع عشر؛ ورغم تراجع سطوتها إلا أن اللغة السريانية ظلت تعتبر اللغة الرسمية للكنيسة ولغة طقوسها وكتبها الليتورجية، وظهرت في تلك الأثناء الكتابة الكرشونية وهي اللغة العربية المكتوبة بحروف سريانية، إذ إن أغلب الموارنة وإن كانوا قد أجادوا اللغة العربية إلا أنهم لم يكونوا قد أجادوا بعد قراءة الحرف العربي. واستمرت كتب الليتورجيا والكتاب المقدس المسموح باستعماله طقسيًا تصدر فقط باللغة السريانية حتى مطلع القرن العشرين. أما اللغة التركية فكانت منتشرة في الدوائر الحكومية والمؤسسات الرسمية وتكلمها المثقفون من أبناء المتصرفية إلى جانب اللغة الفرنسية في الغالب.

### الأوضاع الاجتماعية

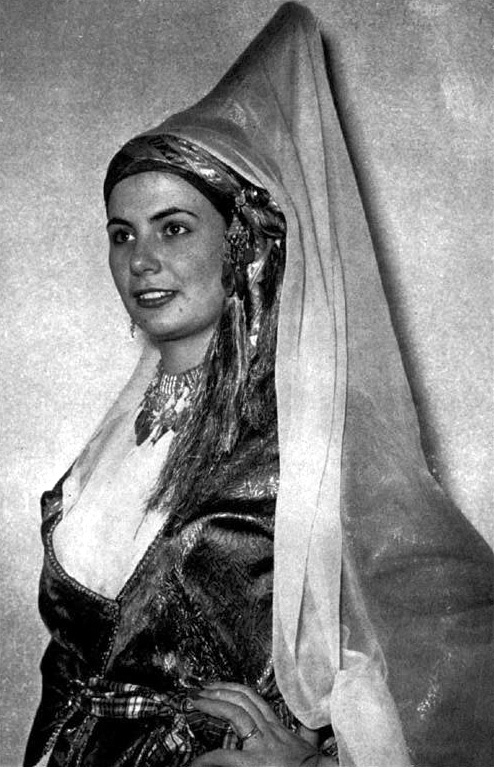
امرأة لبنانية ترتدي الطنطور، وهو الزي النسائي التقليدي في لبنان. لم يعد هذا الزي مألوفًا في مدن الساحل بعد عام 1840، واندثر في الجبل بحلول أواخر القرن التاسع عشر.

كان الزائر الغربي في أوائل القرن التاسع عشر يرى في لبنان مشاهد ذات طابع محلّي مميز في أزياء الرجال والنساء، وطراز الأثاث، وألوان الطعام، وأنواع العادات والتقاليد. ولم ينقض القرن التاسع عشر حتى تغيّر كثير من هذه المظاهر، وخاصة في المدن الكبرى، وبدأت الحضارة الغربيّة والحياة الأوروبية تغزو حياة اللبنانيين وتغيّر من مظاهرهم في اللباس والطعام والأثاث على نحو لم تعرفه البلاد العربية المجاورة. وتميّز عهد المتصرفية بهجرة الجبليين من القرى إلى المدن، فنمت المدن وأصبحت كبيرة واسعة، كما أن ازدهار المدن ساعد على ظهور طبقة جديدة ثالثة في المجتمع اللبناني، فبعد أن كان الناس طبقتين: طبقة الأمراء والإقطاعيين ورجال الدين الكبار، وطبقة العمّال والفلاحين، ظهرت في المدن طبقة وسطى من التجّار والأطباء والمحامين والمعلمين وغيرهم من أصحاب المهن الحرة.
وتعرّضت الأسرة اللبنانية لتغييرات هامة في نمط حياتها. كانت الأسرة الكبيرة تُشكّل وحدة اجتماعية متماسكة، يضم جميع أفرادها بيت كبير، من الجد إلى الأبناء المتزوجين إلى أولادهم الصغار. وكان الجميع يدينون بالطاعة والولاء للجد في حالة وجوده كأنه شيخ قبيلة، ويعتبرونه «بركة العائلة»، وانطلاقًا من هذا المبدأ ساد مثل عاميّ هو "إلّي ما عندو كبير يشتري كبير"، وكان للجد وكبير العائلة رأي مهم بارز في المسائل الحساسة مثل الزواج والطلاق أو الانفصال، وغالبًا ما كان قوله هو القول الفصل. ولكن تسرّب الحضارة الأوروبية إلى لبنان في آخر القرن التاسع عشر وأوائل القرن العشرين، جعل الفرد يشعر بأنه كائن يتميز عن سائر أفراد أسرته، والمسنين منهم خاصة. وهكذا بدأت الرابطة العائلية تتفكك شيءًا فشيئًا، فأصبح الابن الذي يتزوج يُنشئ حياة عائلية جديدة، مستقلة عن أمه وأبيه، يرأسها هو، وينحو أخوه نحوه، فإذا بالاستقلال العائلي يؤدي إلى زوال فكرة القداسة التي كان يُحاط بها الأب، ويؤدي إلى ضعف الشعور بالطاعة والاحترام للكبار.
ساعدت الحرب العالمية الأولى على اتساع الفوارق الاجتماعية بين اللبنانيين، لأن ظروفها مكّنت الأغنياء من أن يُصبحوا أكثر غنى، وجعلت الفقراء أشد فقرًا. فقد تقرّب بعض الأغنياء من الضبّاط والحكّام العسكريين الكبار، الذين كان الحل والربط بأيديهم، فصادقوهم وسايروهم وأقاموا لهم الحفلات الفاخرة والمآدب السخيّة وأغرقوهم بالهدايا الثمينة. فكافأهم العسكريون العثمانيون على ذلك بغضّ النظر عن مخالفاتهم، وتركوهم يحتكرون السلع الضرورية ويغشّون الأقوات، ويُنشئون سوقًا سوداء ترتفع فيها الأسعار ارتفاعًا فاحشًا، وتؤمن لهم ربحًا وفيرًا. بل إن أكثر أولئك الضبّاط الكبار كانوا شركاء حقيقيين للمحتكرين اللبنانيين ومسؤولين مثلهم عن الضيق الذي تألّم منه الشعب. ولمّا قلّت المؤن واشتد الجوع، وبدأ الموت يحصد الأنفس حصدًا، اضطر كثيرون من متوسطي الحال إلى بيع حلاهم وأراضيهم وبيوتهم وأغلى ما يملكون بأبخس الأثمان، ليشتروا بها القمح من السوق السوداء ويبعدوا خطر الموت جوعًا عنهم وعن أولادهم وذويهم. وقد عاش بعض هؤلاء إلى نهاية الحرب ليجدوا أنفسهم وقد أصبحوا فقراء مُعدمين، وليروا أن الأغنياء قد ضاعفوا ثرواتهم بما انتزعوا منهم من مال وأرض وعقار.

### البناء وطرق المواصلات

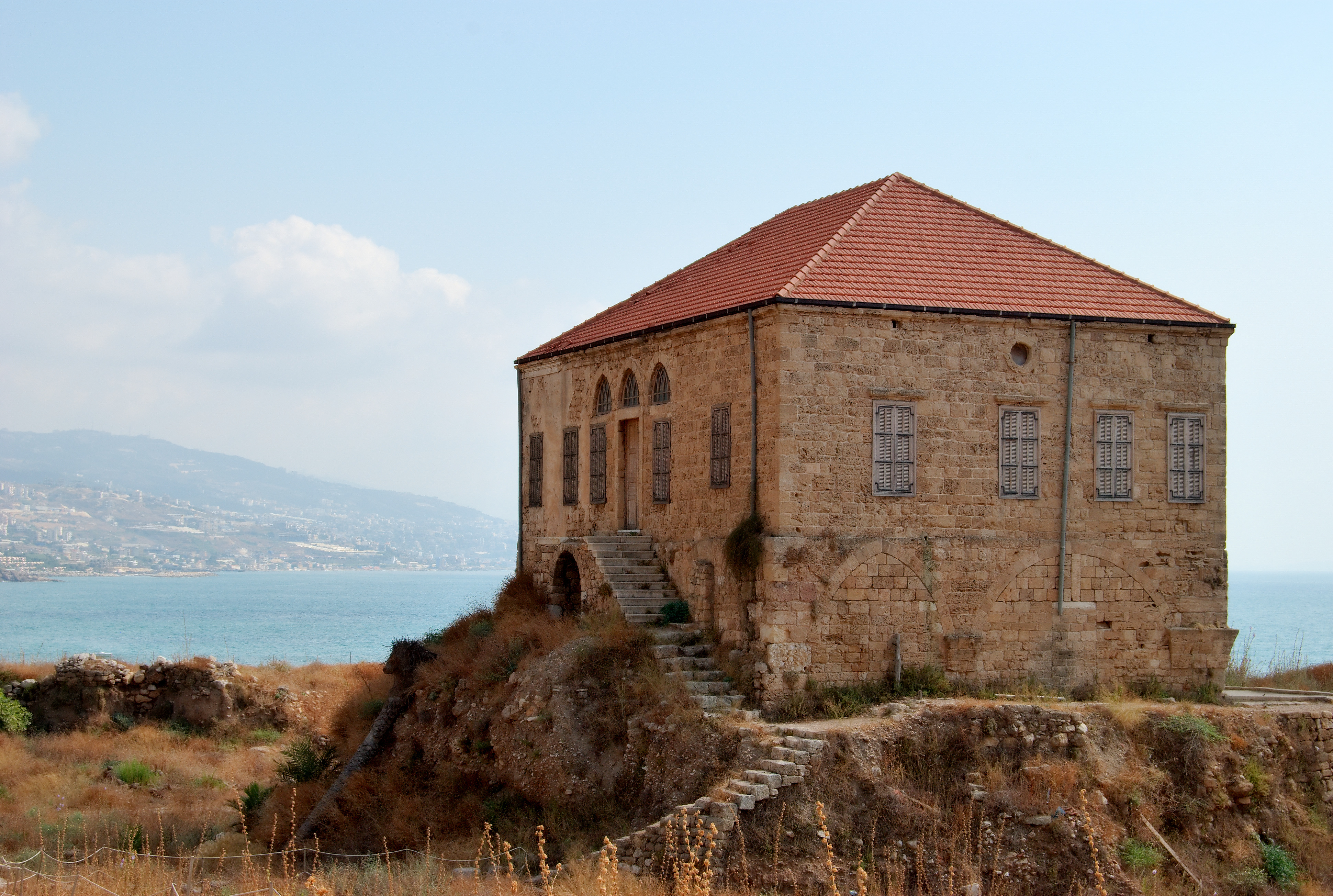
بيت لبناني تقليدي في جبيل.

تمّت في عهد المتصرفية أعمال عمرانية كثيرة، لعلّ أهمها كان تشييد السرايات وإنشاء طرق المواصلات التي شُقّت بين القرى والمدن. ففي سنة 1863 أنجزت شركة فرنسية شق طريق العربات بين بيروت ودمشق، ومن هذه الطريق الرئيسيّة، تفرّعت طرق ثانوية شمالاً وجنوبًا ربطت القرى ببعضها البعض. وتمّت في عهد المتصرّف نعّوم باشا طريق بيروت - طرابلس، وبيروت - صيدا على الساحل. وفي عهد المتصرفية أتمّت شركة الحديد خطها الحديدي بين بيروت ودمشق (1895)، ورياق وحلب (1902)، وطرابلس وحمص (1912). وفي هذا العهد أُصلح مرفأ بيروت وأُعدّ لاستقبال السفن الكبيرة. غير أن كل هذه المشاريع لم تستطع أن تحل الأزمة الاقتصادية التي تعرّض لها أبناء الطبقة الفقيرة في لبنان، وهم أكثريّة السكان.
أما البيوت النموذجية التي سكنها العامّة، فكانت تختلف هندسة ومادّة، فبعضها بُني من الحجر والرخام والبلاط والقرميد أو الطوب الأحمر، وبعضها الآخر من اللبن. وكان اللبنانيون الأغنياء ومتوسطو الحال يعيشون في بيوت من طبقتين: الطبقة العليا تُسمّى العليّة، وهي الغرفة الأنيقة النظيفة للضيف، وفي أحيان كثيرة كانت المسكن العادي الذي لا تعرف العائلة مسكنًا سواه. أما الطابق الأرضي أو الثاني فهو «المدّ» أو «القبو»، وفيه كان الفلاحون يبيتون حيواناتهم ويضعون أدوات الفلاحة ويخزنون الحطب وعلف الحيوانات.

### الفلكلور

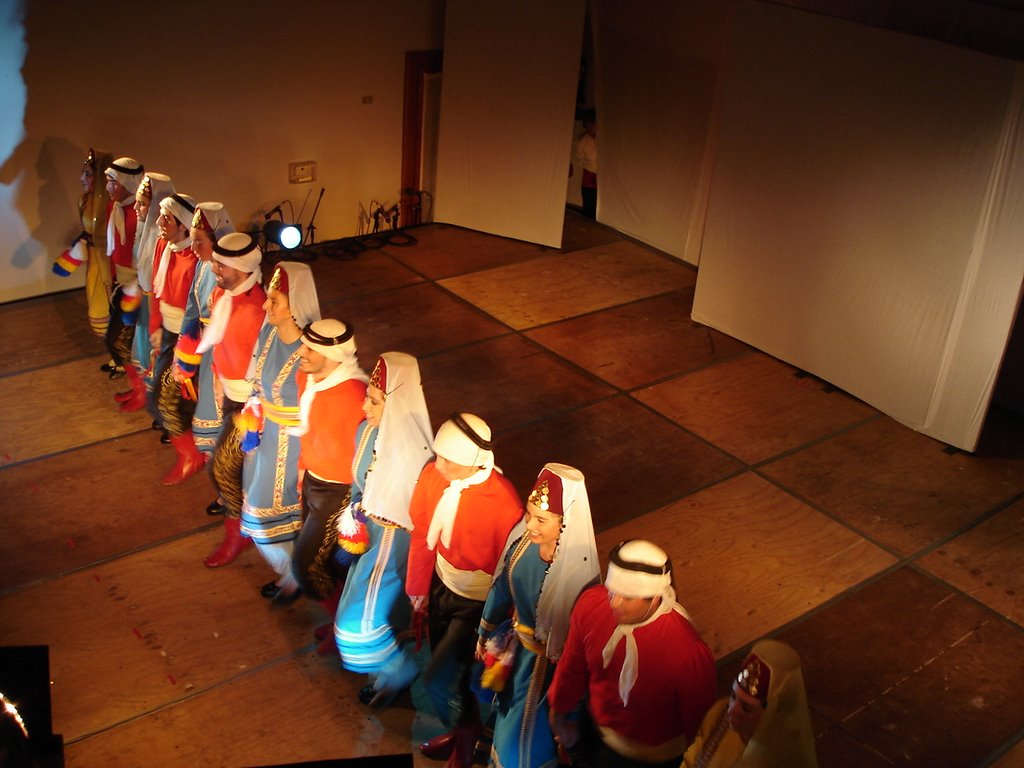
رجال ونساء يرقصون الدبكة.

استمر فلكلور متصرفية جبل لبنان هو نفسه الفلكلور اللبناني حتى العصر الحالي، وهو فلكلور مشترك في كثير من النواحي مع باقي بلاد الشام وتركيا وقبرص واليونان، ومميز خاص بلبنان في نواح أخرى. من أبرز أشكال الفلكلور اللبناني الرقصة الشعبية المعروفة باسم «الدبكة». تمارس هذه الرقصة غالبًا في المهرجانات والاحتفالات والأعراس. تتكون فرقة الدبكة من مجموعة لا تقل عن عشر أشخاص يدعون دبّيكة وعازف الأرغول أو الشبابه والطبل. يصطف فيها الراقصون إما على شكل صف أو على شكل قوس أو دائرة. يكون الراقصون من الذكور أو الإناث، وتؤدى الرقصات إما معًا أو كل على حدة. يقود الرقصة أول الراقصين، وهو يحدد عمومًا منحى الرقصة، ويقوم عادة بأداء حركات إضافية تظهر مهارته. والدبكة هي حركات بالأرجل وتتميز بالضرب على الأرض بصوت عالي. ومن الدبكة أنواع كثيرة تختلف باختلاف المنطقة التي يأتي منها الراقصون.
| يا بني السما تضحكلك وتحميكوتضل درب العز تمشيها والغار كل مواسمو يهديكوافكارك قناديل تضويها وعالشمس خلّي حلمك يوديكودراج فوق دراج تبنيها ويوم الرجوع بلادك تلاقيكوعنّك اخبار المجد ترويها |
| —نموذج عن الغناء القروي اللبناني على يوتيوب بصوت الفنان ملحم زين |

ومن أوجه الفلكلور الأخرى، الغناء القروي اللبناني، وهو غناء ذو طابع خاص، ومنه ما يُعرف باسم «الميجانا» أو «العتابا»، والمعنّى، وهذين النمطين هما نوعا الغناء اللبناني الصرف وأكثرهما شيوعًا، وأحسنهما استئنافًا لقلوب القرويين، وهي أبيات من الشعر العاميّ تتلى باللهجة اللبنانية وتتغنى عادةً بحبيب بعيد أو بالوطن الأم أو بالشوق. تُرد لفظة الميجانا إلى جذر آرامي «نجن»، ويُفيد معنى اللحن والغناء. أما لفظة المعنّى، فهي اسم مفعول سرياني من وزن فعّل، ومعناها المُغنى. وأبيات الميجانا تقوم على مبدأ المقطع، وكان من يقولها شخص من أبناء القرية ذو صوت رخيم، يُطلقون عليه «القوّال»، وكان أبناء القرية يفخرون بقوّالهم، كما كانت تفخر القبيلة العربية بظهور شاعر. وكان قوّال القرية يُدعى إلى الأعراس والأعياد في القرى الأخرى، فيذهب وتذهب معه «حوزته»، أي مريدوه وأصحابه، الذين يرددون أبياته والذين يصفقون له إعجابًا وتشجيعًا. وغالبًا ما كانت تقوم مباريات في إلقاء الشعر بين قوّالين أو أكثر، وما زالت هذه العادة سارية في قرى لبنان حتى الوقت الحالي.
من ألوان الفلكلور اللبناني التي كانت سائدة في المتصرفية، واندثرت اليوم، أو لم يبق منها إلا في بعض القرى النائية، تلك العادات التي تتعلق بالزواج والإنجاب، فقد كان التزاوج بين عائلة وأخرى قضية يُنظر فيها طويلاً، ولا سيما بين الأوساط المسيحية والإسلامية المحافظة. فكانت العائلات التي تدّعي شرف الحسب والنسب، أو التي تنعم بمقام دينيّ، لا تزوّج ولا تتزوّج إلا من «المجاويز»، والمجاويز هم العائلات التي لا يرون غضاضة في إعطائهم بناتهم بالزواج، أو تزويج أبنائهم من بناتهم. وفي كثير من الأحيان كان كبار العائلة ومشايخها يتفقون على تزويج الابن للبنت عندما يبلغان سن الرشد. وكان القرويون يقيمون حفلتان ليلة العرس: حفلة للرجال وحفلة للنساء، ويوم العرس كانت تُقام «حفلة تعجيز»، وهي تتمثل في طلب أهل العروس إلى العريس ذاته أن يقوم بأعمال جسدية تبرهن على رجولته، وقوّة جسمه، في دار العروس، أو في ساحة القرية، فإن لم يقدر يستعين بأحد رفاقه ذوي البنية المتينة، ومن أعمال التعجيز هذه رفع جرن حجري ثقيل بيد واحدة أو بيدين، حسب الاتفاق، إلى فوق رأسه وذراعه ممدودة، أو أن يرفع مخلاً ثقيلاً لقلع الحجارة. وكان كثير من الرجال يكنون بألقاب قبل زواجهم، ثم يُطلقون على أبنائهم الذكور اسم الكنية التي أعطيت لهم قبل الزواج، وما زالت هذه العادة قائمة في لبنان، ومثالها: إلياس يُكنى بأبي ناصيف، وسليم يُكنى أبو نجيب، وجريس يُكنى أبو عسّاف، وحسن يُكنى أبو علي أو أبو يوسف، وداود يُكنى أبو سليمان، وإبراهيم يُكنى أبو إسماعيل، وغير ذلك.

### النهضة الثقافية
بعد أن اجتاز لبنان عهدًا طويلاً من الركود الفكري، دبّ في القرن التاسع عشر نشاط ظاهر في مختلف العلوم والآداب، وشهد عهد المتصرفية نهضة أدبية كان من أبرز أسبابها العوامل التالية:
- الاتصال بالغرب: كان لقرب لبنان من البحر، ولاتصاله القديم بالغرب أثر كبير في خلق نهضته الحديثة. فإن حفر قناة السويس سنة 1869، وما تبعه من تطور سريع في استخدام السكك الحديدية والسفن البخارية والسيارات ربط ما بين الشرق والغرب من جديد، وأعاد إلى المنطقة دورها التقليدي كجسر طبيعي تلتقي فيه الشعوب، وتتفاعل الحضارات. وقد دفعه هذا الاتصال دفعًا حثيثًا في طريق التقدم.

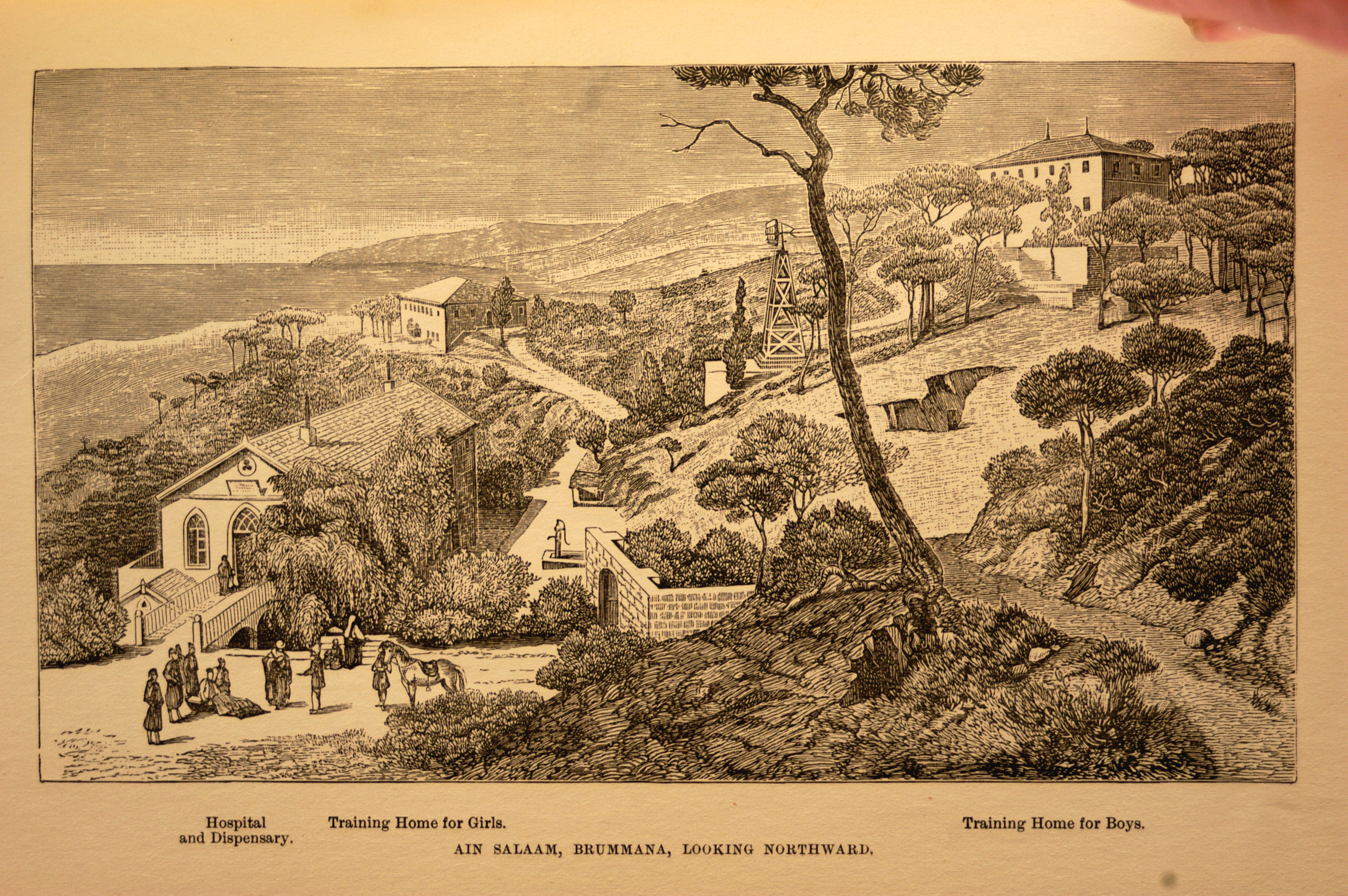
ثانوية برمّانا قرابة سنة 1890. إحدى أعرق المدارس في لبنان وأقدمها، تأسست على يد إرسالية سويسرية، ودرست فيها بعض الشخصيات العربية واللبنانية الشهيرة.

- الإرساليات الأجنبية: وكان للإرساليات الأجنبية التي نزلت لبنان لأهداف دينية أثر بعيد في تطوّر الحياة الفكرية. فقد رأى المرسلون أن خير الوسائل لنشر مذاهبهم الدينية هي إنشاء المدارس. فأسسوا عشرات المدارس الابتدائية وعددًا من المدارس الثانوية. وأنشأ المرسلون الأمريكيون «الكليّة السورية الإنجيلية» في سنة 1866،[82] التي أصبحت فيما بعد الجامعة الأمريكية في بيروت، وأسس اليسوعيون جامعة القديس يوسف سنة 1874.[83] وإلى جانب هذه المدارس كان للمرسلين الأمريكيين واليسوعيين مطبعتان في بيروت. وكان لهذه المدارس والمطابع فضل كبير جدًا في نشر العلم وتقدم الحياة الفكرية في لبنان.
- البعثات: وقد رافق هذا النشاط الثقافي الذي بعثه المرسلون الغربيون، قيام بعثات علميّة للتخصص خارج البلاد. فقد أرسل المرسلون الأمريكيون أنطونيوس الأميوني وعبد الله عازار وإسماعيل جنبلاط إلى لندن ليستزيدوا من العلوم العالية.[80] ثم ذهب بعد ذلك أربعة طلاّب إلى معهد قصر العيني في مصر للتخصص في الطب. وقد أرسل المتصرف فرانكو نصري باشا بعض شبّان المتصرفية إلى أوروبا ليتموا دراساتهم العالية. ثم تكاثرت البعثات إلى الخارج، وعادت لتُسهم في نشر العلم والثقافة في لبنان.[80]

تجلّت النهضة الأدبية والعلمية في عهد المتصرفية في عدد من المظاهر، وكان أهمها: تأسيس المدارس الوطنية، فقد كان إنشاء المدارس الأجنبية حافزًا للوطنيين والحكّام على تأسيس مدارس وطنية، وعلى إنعاش المدارس القديمة وتقويتها. وكان من أشهر المدارس التي تأسست في بيروت في هذا العهد المدرسة البطريركية سنة 1865، ومدرسة الثلاثة أقمار سنة 1866، ومدرسة الحكمة سنة 1872، ثم مدرسة زهرة الإحسان للبنات والمدرسة الداودية في عبيه. وجميع هذه المدارس لا تزال مزدهرة حتى الآن. ولم يمض وقت طويل حتى كان في كل قرية كبيرة من قرى المتصرفية مدرسة وطنية أو أجنبية، وحتى أصبحت بيروت أغنى مدن المشرق العربي بالمدارس. ومع أن بيروت كانت خارج حدود المتصرفية فإن قسمًا كبيرًا من تلاميذها كان من أبناء المتصرفية. وقد أدّت هذه المدارس قسطها في نشر العلم في لبنان والأقطار المجاورة.
وفي عهد المتصرفية انتشرت المطابع في أنحاء جبل لبنان بعد أن كانت منحصرة في مطبعتيّ الشوير ودير قزحيا. فأنشئت مطبعة في بيت الدين وأخرى في دير القمر، ثم لم تلبث المطابع أن عمّت مختلف بلاد المتصرفية كبعبدا وجونية وعاليه وعبيه وحمّانا والبترون وجبيل وحاريصا وزحلة. وتدل كثرة المطابع على انتشار وسائل الثقافة، ويدل توزيعها في مختلف أنحاء البلاد على أن العناية بأسباب الثقافة لم تكن مقصورة على المدن فحسب وإنما كانت تشمل مراكز الأقضية وبعض القرى الصغيرة أيضًا.

غلاف قديم لمجلة الهلال، مجلة أسسها اللبناني جرجي زيدان في مصر خلال عهد المتصرفية.

تبوأ لبنان مركز الصدارة في عالم الصحافة، فقد صدر خلال عهد المتصرفية عدد كبير من الصحف والمجلاّت كان من أشهرها: جريدة «لبنان» التي ظهرت سنة 1867 بأمر من داود باشا، وجريدة البشير للآباء اليسوعيين سنة 1870، و«الجنينة» لبطرس البستاني سنة 1871، و«ثمرات الفنون» لعبد القادر القبّاني سنة 1875، وجريدة «لسان الحال» لخليل سركيس سنة 1877، وجريدة «بيروت» لمحمد الدنا سنة 1886. هذا بالإضافة إلى الصحافة اللبنانية التي ظهرت وازدهرت في خارج لبنان، وخصوصًا في مصر، مثل جريدة الأهرام لسليم وبشارة تقلا سنة 1875، و«المقتطف» سنة 1876، وجريدة مصر لأديب إسحق سنة 1877، وجريدة المقطّم ليعقوب صرّوف وفارس نمر سنة 1889، ومجلة الهلال لجرجي زيدان سنة 1892، والضياء لإبراهيم اليازجي سنة 1898. وكانت الصحافة العربية من أهم مظاهر النهضة وأسباب انتشارها وتقدمها.
ومن مظاهر النهضة الثقافية أيضًا ظهور الجمعيات الأدبية، وكان من أشهرها جمعية العلوم التي كان يرأسها الأمير محمد أرسلان، وجمعية المقاصد الخيرية الإسلامية التي أنشأها في بيروت مدحت باشا والي سوريا سنة 1880، والمجمع العلمي الشرقي الذي ترأسه الدكتور ڤانديك، وجمعية زهرة الآداب برئاسة أديب إسحق، وغيرها. ومن المظاهر الأخرى للنهضة الثقافية ظهور عدد من أعلام الأدباء والعلماء الذين برزوا في مختلف الحقول، منهم: في حقل اللغة وآدابها؛ الشيخ ناصيف اليازجي، وعبد الله البستاني، والشيخ يوسف الأسير، وأحمد فارس الشدياق. وفي حقل التاريخ المطران يوسف الدبس. وفي حقل التأليف العلمي الدكتور يوحنا ورتبات واضع كتابيّ «مبادئ التشريح» و«صناعة الجرّاح»، والدكتور أمين الجميّل واضع كتاب «الصحة». والمعلّم بطرس البستاني ناشر «دائرة المعارف» وواضع قاموس «محيط المحيط».

## الهجرة اللبنانية

### أسباب الهجرة

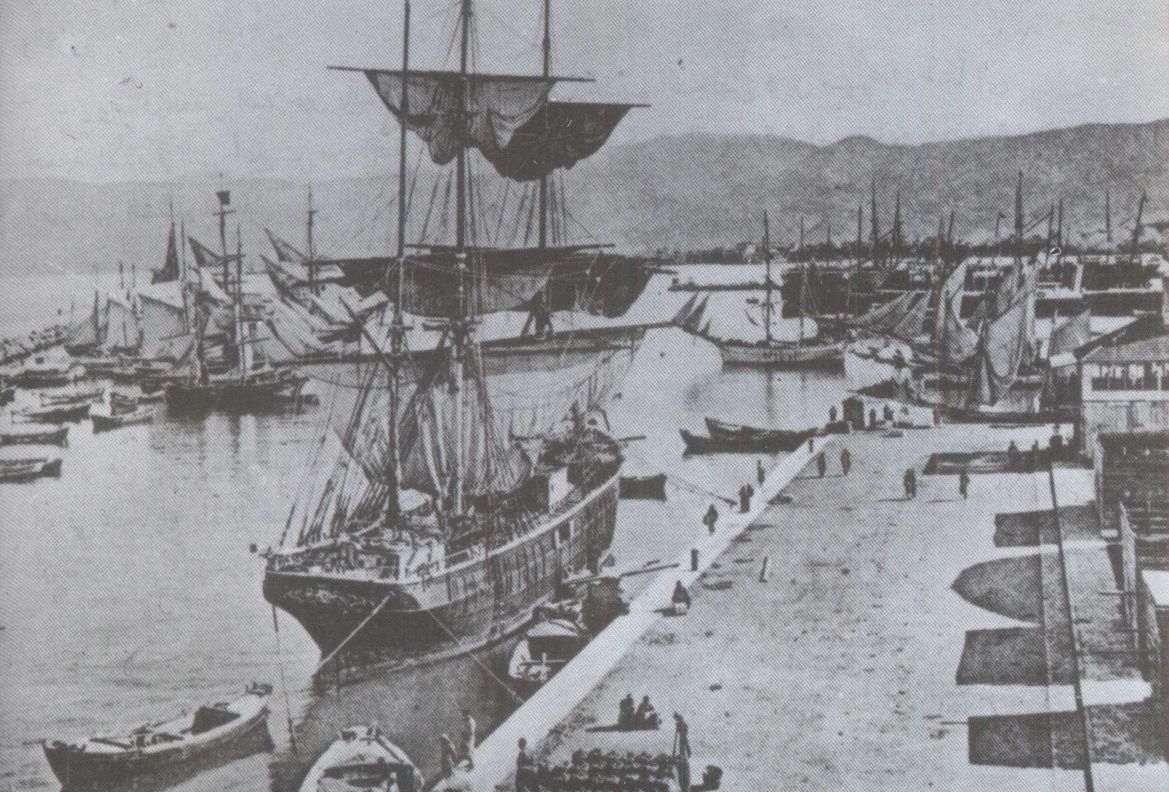
ميناء بيروت في عهد المتصرفية: انطلق منه المهاجرون.

بعد أن أصيبت البلاد بعدد من الفتن الدامية، في أواسط القرن التاسع عشر، وبعد أن أصبح جبل لبنان متصرفية صغيرة المساحة محدودة الإنتاج، ضاقت أبواب الرزق في وجوه عدد كبير من الشبّان العاطلين عن العمل، فبحثوا عن مخرج ينقذهم مما كانوا يعانون من الفقر والعوز. وضاق بعض الفلاحين بالضرائب التي فُرضت عليهم، فتخلّص فريق منهم بأن لجأ إلى حماية الأديرة التي أعفيت من الضرائب، فاضطرت حكومة المتصرفية إلى توزيع مجموع الضرائب المطلوبة على سائر الفلاحين الذين يملكون الأراضي الباقية، فرزح هؤلاء تحت ثقل هذه الضرائب وانتظروا الفرصة حتى تسنح لهم ليلقوا هذا الثقل عن كواهلهم.
في حين كان اللبنانيون يزرحون تحت كابوس الفقر والعوز، كان يترامى إلى أسماعهم أن في الخارج بلدانًا غنية، يستطيعون فيها تحقيق مطامعهم في وقت قصير. فما كان منهم إلا أن فكروا في الهجرة إليها. ولم تكن الحكومة العثمانية تلاحق مواطنيها لتجبي منهم الضرائب فقط، بل كانت أحيانًا تلاحقهم هم أنفسهم، وخصوصًا في عهد السلطان عبد الحميد الثاني، عندما كانت الدولة قد أصبحت شديدة الضعف واشتد التدخل الأوروبي في شؤونها، واستمالت بعض الدول رعايا عثمانيين يخدمون مصالحها، فقام العثمانيون بمطاردة كل من يشتبهون بأنه يميل للأوروبيين أو يدعمهم، واضطهدوه، وكان بعض من هؤلاء يعمل لصالح فرنسا أو بريطانيا أو روسيا بالفعل، بينما كان بعضهم الآخر بريئًا من ذلك، فوجد كل من الفريقين الهجرة خير وسيلة للتخلص من ضغط العثمانيين.
كانت وسائل النقل العالمية بطيئة، كثيرة الأخطار، باهظة النفقات حتى أواسط القرن التاسع عشر. وفي عهد المتصرفية طرأ عليها تحسن عظيم. فقد حلّت السفن البخارية محل السفن الشراعية في البحار والمحيطات، وانتشرت السكك الحديدية في معظم البلدان، وبدأت السيارات تحل محل حيوانات النقل وتتطور بسرعة. وكان من نتيجة هذا التقدم أن نشطت حركة السفر بين الأقطار المختلفة بعد أن قلّت أخطاره وانخفضت نفقاته وزادت سرعته. وكان في طليعة المستفيدين من هذا التطور أبناء جبل لبنان في عهد المتصرفية الذين تشجعوا على السفر وأقبلوا على الهجرة بعد أن توفرت لهم وسائل النقل الحديثة.

### المهاجر
على أثر حوادث سنة 1860 نزح عدد كبير من الدروز إلى حوران وجبل العرب واستوطنوا هناك. وفي سنة 1869 فُتحت قناة السويس، فقصرت الطريق بين أوروبا وبلدان الشرق العربي العثماني. وعندما احتلت بريطانيا مصر سنة 1882 ساد الأمن وازدهرت التجارة ازدهارًا عظيمًا فقصدها المهاجرون اللبنانيون، إما هربًا من جور الإقطاعيين والولاة، أو طلبًا للرزق. وقد أصاب كثيرون منهم النجاح فجمعوا الثروات الطائلة وتبوأوا مراكز مرموقة في الإدارة والصحافة والتجارة. ومن أبرز الذين استوطنوا مصر سليم وبشارة تقلا مؤسسا جريدة الأهرام، ويعقوب صرّوف وفارس نمر مؤسسا جريدة المقتطف وجريدة المقطّم، والشيخ رشيد رضا مؤسس مجلة المنار، وجرجي زيدان مؤسس دار الهلال وصاحب المؤلفات الكثيرة في الأدب والتاريخ.

وبعد مصر اتجه المهاجرون اللبنانيون نحو البلدان الأمريكية الشمالية واللاتينية مثل الولايات المتحدة وكندا والمكسيك والبرازيل والأرجنتين. وكانت الأنباء عن خصب الحياة وغناها في العالم الجديد وأستراليا تُنقل إلى المشرق العربي موسعة مكبّرة فتغري الناس وتدفعهم إلى الهجرة وراء السعادة المنشودة. ويُقال أن أوّل هؤلاء كان شابًا من قرية صاليما اسمه أنطوان البشعلاني، الذي هبط اليابسة في بوسطن سنة 1854، وتوفي في نيويورك بعد سنتين. وإحياءً لذكراه المئة اعتبرت الحكومة اللبنانية سنة 1955 سنة المغتربين، فاستقبلت وفودهم في ذلك العام وأقامت لهم مهرجانات ضخمة. يتحدث الأديب اللبناني ميخائيل نعيمة عن الهجرة في عهد المتصرفية خلال عام 1900 وكيف مزقت أوصال أسرته، فيقول: 
| متصرفية جبل لبنان | في خريف ذلك العام جاءنا من مصر نعي خالي الأكبر إبراهيم، فكان موته كارثة... لأمي التي... بلغ بها التفجع حدًا أهملت معه نفسها وبيتها وبنيها بما فيهم طفلها الرضيع. وتمضي السكرة وتأتي الفكرة. لقد مات من مات. وهنالك أحياء لا بد من الاهتمام بمعاشهم... وأشواك الشخروب لن تدرّ الحنطة، وصخوره لن تنضح بالشهد والزيت، وبستان التوت في الضيعة لن ينتج من الحرير ما يملأ خزانة العائلة بالقروش. فأين المخرج؟ - أمريكا! وبقلب دام تتخذ أمي قرارًا بسفر أخي أديب إلى الولايات المتحدة - ولمّا يطرّ شارباه. إنه في خريفه السادس عشر. لقد سافر أبوه قبله ولم ينجح. فلعلّه يكون أوفر حظًا من أبيه... ولعلّه يعود بعد سنين لينتشل العائلة من القاع إلى الذروة كما فعل البعض من أبناء بسكنتا. ويذعن والدي للأمر على مضض. إنه يتمنى لو بقي ابنه الأكبر بجانبه يُساعده في أعماله الشاقة في الشخروب... ولكن تبقى مشكلة "الناولون" - تذكرة السفر. وكان يبلغ نحو عشرين ليرة ذهبية. ويستدين والدي المبلغ من خالي سليمان... ويُسافر أخي أديب على بركات الله برفقة نفر من أبناء بسكنتا وبناتها، وهو أصغرهم سنًا. | متصرفية جبل لبنان |

وفي عهد المتصرفية أخذت أعداد المهاجرين اللبنانيين إلى أستراليا والعالم الجديد تزداد باطّراد، كما أخذت أموالهم تتوالى على أهلهم لترفّه عنهم، فأصبحت الهجرة حديث الناس في قرى الجبل. ويُروى أن الإسكافي «فضّول متري بشارة» هاجر من بلدة الشوير إلى البرازيل حوالي سنة 1885. فلم تكد تمرّ على هجرته سنتان حتى أرسل إلى والده في لبنان خمسين جنيه استرليني ذهبًا. فتنعم والده بالمال المُرسل إليه فاشترى سروالاً من الجوخ، وأردفه بمعطف ثمين، وشال من الكشمير، وأخذ يتبختر في سوق الشوير. فاهتزت البلدة واندفع من أبنائها إلى أمريكا ثمانون شخصًا في عام واحد سافروا دفعة واحدة. ويُقال أن جبل لبنان خسر ما بين عام 1900 وعام 1915 مئة ألف شخص من أبنائه، وهو عدد يبلغ ربع عدد السكان الإجمالي آنذاك.

### نتائج الهجرة
كان للهجرة عدّة نتائج، منها الحسن ومنها السيئ. حقق أكثر المهاجرين ما أرادوا من هجرتهم، فقد أثري الفقير، وتحرر المضطهد، ووجد المغامرون ما يُغذي طموحهم ويقربهم من أهدافهم. وكان من نتيجة ذلك أن تدفقت الأموال على المقيمين من أبنائهم وأقربائهم المغتربين. وكانت أسر عديدة تعيش على ما يرد إليها من بلاد الغربة. وبذلك تحسنت حياة بعض الجماعات، فاستطاعوا أن يُنشئوا بما جناه أبناؤهم من الأموال المشروعات الصناعية والتجارية والزراعية، فخدموا الوطن ونشطوا حياته الاقتصادية. ومن الطبيعي أن الأموال الغزيرة ما كانت لتصل إلى لبنان لو لم يكن هؤلاء المهاجرون قد حققوا لأنفسهم ثروة كبيرة ومكانة مرموقة في البلاد التي هاجروا إليها، وقد تبوأ الكثير من اللبنانيين منزلة عالية في المجالات الاجتماعية والاقتصادية وشغلوا مناصب كبيرة في الإدارة والقضاء والجيش والسياسة.
وكان للمغتربين من رجال الأدب أثر كبير في نهضة الأدب العربي وتطوره. فقد أصبح لهم مدرسة أدبية ذات طابع خاص هو مزيج من إيحاء الشرق وفكر الغرب. وقد برز في هذا المجال في أواخر عهد المتصرفية عدد كبير من الأدباء منهم على سبيل المثال: جبران خليل جبران، وأمين الريحاني، وميخائيل نعيمة، وإيليّا أبو ماضي في الولايات المتحدة، وخليل مطران وأنطوان الجميّل في مصر. على أن هذه المدرسة الأدبية المهجرية قد بلغت ذروة مجدها بعد عهد المتصرفية. وإذا كانت الهجرة قد أتاحت لفريق من أبناء جبل لبنان أن يتبوأ أعلى المناصب ويُصيب حظًا وافرًا من النجاح والثروة، فإن المنطقة كانت تخسر بهجرة هؤلاء نفوسًا طامحة وسواعد قويّة وشبابًا قادرًا على بناء الوطن والنهوض به في الوطن نفسه لا في بلاد الغربة. وقد أصبح عدد المهاجرين من أبناء لبنان اليوم، سواء المهاجرين حديثًا أو المتحدرين من أصول لبنانية، يفوق عدد اللبنانيين أنفسهم.

## وصلات خارجية
- متصرفية جبل لبنان في نبذة تاريخية عن الجمهورية اللبنانية.
- نادي الفكر العربي: الحرب الأهلية، عام 1860... متصرفية جبل لبنان وحماية غربية.